# 国鉄EF81形電気機関車
EF81形電気機関車は、日本国有鉄道（国鉄）が1968年（昭和43年）に開発した、交流直流両用電気機関車である。国鉄分割民営化後にも、日本貨物鉄道（JR貨物）が1989年（平成元年）から追加導入を行った。

## 概要
異なる方式で電化が進捗した日本海縦貫線において、50 Hzおよび60 Hzの交流電化区間と直流電化区間を直通して走行できる電気機関車として開発され、1969年（昭和44年）の北陸本線糸魚川駅 - 直江津駅間直流電化開業に合わせて営業投入された。1979年（昭和54年）までに156両が日立製作所、三菱電機・三菱重工業で製作され、当初想定の日本海縦貫線や常磐線をはじめ、一部仕様を変更した車両が関門トンネル区間の特殊用途にも使用された。1987年（昭和62年）の国鉄分割民営化では156両全機が東日本旅客鉄道（JR東日本）・西日本旅客鉄道（JR西日本）・九州旅客鉄道（JR九州）の各旅客会社とJR貨物に承継され、加えてJR貨物では増大する輸送量に対応するため1989年から本形式を再製作した。
本形式の総製作数は164両に達し、後述の問題はあったが汎用性の高さもあって1990年代まで全機が使用され、現在は客車列車の廃止や後継形式の導入により徐々に淘汰されつつある。

### 開発の経緯
日本海縦貫線の電化は1957年（昭和32年）10月1日の北陸本線田村駅 - 近江塩津駅 - 敦賀駅間に始まったが、この電化は1956年（昭和31年）5月に国鉄交流電化調査委員会から出された「交流電化方式は直流電化方式に比し輸送量の多少にかかわらず、投下資本においても、年間経費に置いても、つねに有利である」との答申から従来の直流1,500 Vではなく交流20 kV・60 Hzが採用され、以東も同様の方式で順次電化が進められた。しかし、新潟地区はすでに上越線が直流1,500 Vで電化されていたこと、東京 - 新潟間の輸送密度が比較的高いことから1962年（昭和37年）の信越本線長岡駅 - 新潟駅間は直流電化で開業した。
このため1964年（昭和39年）ごろから日本海縦貫線の電化方式は再検討されることとなり全面直流化・交流化なども検討されたものの、まず1964年（昭和39年）2月6日の国鉄第309回常務会で北陸本線は「電源事情および信越線の直流電化方式との関連から」糸魚川駅 - 梶屋敷駅間に交直デッドセクションを設け以東を直流1,500 V電化とすることが決定、続いて1965年（昭和40年）には奥羽本線が同年2月18日の国鉄第316回理事会で既存直流電化区間も含め交流20 kV・50 Hzでの電化が決定、羽越本線は同年3月3日の国鉄第342回常務会で羽越本線村上駅 - 間島駅間に交直デッドセクションを設け以南を直流1,500 Vで電化、以北を交流20 kV・50 Hzでの電化とすることが決定し、最終的に日本海縦貫線は3種の方式で電化されることとなった。
このため北陸本線糸魚川駅 - 直江津駅間直流電化開業に備えた機関車は、今後の湖西線開業や奥羽・羽越本線電化に伴う運用を考慮することとなり、国鉄では1967年（昭和42年）から具体的な計画に着手し、以下の5種が検討された。
| 案       | 1            | 2        | 3            | 4            | 5            |
| -------- | ------------ | -------- | ------------ | ------------ | ------------ |
| 軸配置   | Bo-2-Bo      | Bo-2-Bo  | Bo-Bo-Bo     | B-B-B        | Bo-Bo-Bo     |
| 制御方式 | チョッパ制御 | 抵抗制御 | チョッパ制御 | 抵抗制御     | 抵抗制御     |
| 備考     |              |          |              | EF80形ベース | EF65形ベース |

検討では北陸本線用としてはチョッパ制御を用いることで交流専用機のED75形とほぼ同等の粘着走行性能となる案1が好適、としたものの、チョッパ制御は当時より1969年（昭和44年）10月を見込んでいた北陸本線の電化開業までには検討期間が不足であった。
一方で抵抗制御の案2は直流機並みの性能となってしまい、接続点に限った折り返し運用とするか重量級列車について重連運用とする必要が生じることから、不経済であった。また案3については上記のチョッパ制御を用いることの検討期間不足に加え、最急勾配が10 ‰程度の日本海縦貫線では過大な性能となり、高価となった。
残る案としては1962年（昭和37年）から常磐線向け既存交直流電気機関車形式であるEF80形をベースとする案4と直流区間の主力機であるEF65形をベースとする案5の2案が検討された。しかし前者については北陸トンネルを含む通し運用を考慮すると粘着性能を改善する必要があったうえ電動機の容量が限界に近く、加えてEF80形が持つ機械関係・補機方式の検討・改善、耐寒耐雪装備の付加が必要であり、それにも重量計画の面から制約があった。
このため、本形式の開発はEF65形を基本とした案5で進められることとなり、1968年に量産先行機が日立製作所で完成した。

## 構造
ここでは設計当初の仕様について記述し、後年の変更箇所については当該節にて記述する。

### 車両外観
車体は国鉄新型電気機関車の標準形態で、交直機器を収容するため機器室を拡大し、全長は18 m級、幅2,900 mmの大型車体となった。本形式1両での列車牽引を前提に設計され、重連運転のための総括制御装置は装備せず、また、正面の貫通扉も装備しない。正面窓上部左右に2灯の前照灯、正面下部左右に2灯の標識灯を配し、正面窓直下に飾り帯を配する意匠はEF65形やEF80形などと同一の様式である。外部塗色は交直流車両標準の赤13号（ローズピンク）である。
従来の交流機では屋根上にあった断路器や遮断器、主ヒューズなどの特別高圧機器を室内に収容し、パンタグラフ以外の機器を屋外に露出させない構造としている。これは塩害と氷雪から電気機器を保護するための対策 である。機器配置の関係から、主抵抗器は屋上に設けた大型のカバー内に納められた。パンタグラフは下枠交差式のPS22形で、小型軽量化と耐雪性能を向上している。
他の耐寒装備として、空気ブレーキ関係機器や砂撒き装置などにはヒーターを取りつけ、正面の排障器（スカート）下部にはスノープラウ（雪かき器）を装備する。これら追加装備への対応として車体装備各部の軽量化を図り、運転整備重量は100.8 t、軸重16.8 tに収めている。これはEF65形に対して約5 %の重量増加である。

### 主要機器
制御方式は国鉄直流電気機関車で一般的な抵抗制御方式である。
制御器は、CS36抵抗バーニア制御器とCS37界磁制御器を搭載する。交流電化区間では交流20 kVを主変圧器 (TM17) と主整流器、主平滑リアクトルにより直流1,500 Vへ変換し、主抵抗器 (MR102) を経由して速度を制御する。交流電気機関車で一般的な変圧器タップ制御は行わず、直流機のEF65形に交流対応機器を付加した構造とした。
抵抗制御は、同時代の交流機関車で一般的な連続電圧制御に比べて動輪が空転したときの再粘着性能に劣る。本形式は高感度の空転検出機構を装備し、空転発生時にはノッチ進段を止め、空転した軸に台車単位で空気ブレーキにより短時間制動させる機構を採用 して引張力の低下を抑え、再粘着性能を付加しているが、車体容積の関係上電機子分路制御などの高度な対策は施されず、悪天候時などに空転に常に悩まされることとなる。これは自動でノッチを低速段に戻すEF65形より簡易的でしかない手法である。
主整流器 (RS36) は、シリコン整流器とEF80 63で試用されたサイリスタインバータで構成されている。サイリスタインバータ部は直流区間での暖房装置電源である。
主電動機は国鉄新性能電気機関車で標準的に採用されていた直流直巻整流子電動機のMT52（端子電圧750 V時1時間定格定格出力425 kW）を6基吊り掛け式で搭載する。直流区間での定格出力は2,550 kW、交流区間ではやや劣る同2,370 kWとした。定格出力はEF65形と同等で、10 ‰の勾配上で1,200 tの列車を牽引することが可能とされているが1,000 t以上の実例はない。台車は揺れ枕を廃止し、構造を簡素化した新形式のDT138形（両端）・DT139形（中間）を採用する。DT139はDT138をベースとし、曲線通過に考慮して200 mm横動できるようになっており、台車枕ばね上面と車体横梁下面との間にコロを設置している。
旅客列車のための装備として、暖房電源の供給設備を搭載する。交流区間では主変圧器の3次巻線から、直流区間では前述のようにサイリスタインバータから電源を供給する。これは使用対象区間の日本海縦貫線で運用される客車が電気暖房（電暖、EG）を用いていたためだが、終始トラブルと無縁ではなかった。車体側面の乗務員扉隣接部には暖房電源供給確認用の表示灯を設置している。
電気暖房用であるKE3H、20系客車との電話連絡用であるKE59H、電磁指令ブレーキ用のKE72Hジャンパ連結器が備わる。ヒーター内蔵のため、形式名にHが付加されている。加えて、カヤ21形以外の電源車を連結する20系客車や10000系高速貨車の牽引時に必要となる元空気溜引き通し管 (MRP)及びKE72Hジャンパ連結器内の連絡電話回路も装備しており、連結機能については直流機のEF65形500・1000番台や交流機のED75形1000番台などのいわゆるP形の仕様に相当する機能が与えられている。
ただし、連結器はEF65形500番台やEF66形とは異なっており、MRPやブレーキ管を併設した密着自動連結器ではなく通常の並形自動連結器を装着する。また、釣り合い空気管などの重連総括制御に必要な空気管・電気連結器は後述する重連対応の300・400・450番台のみ設置されている。

## 形態区分

### 基本番台（0番台）
本形式の一般仕様車で、1968年から1979年に152両 (EF81 1 - 152) が新製された。

#### EF81 1 - 38

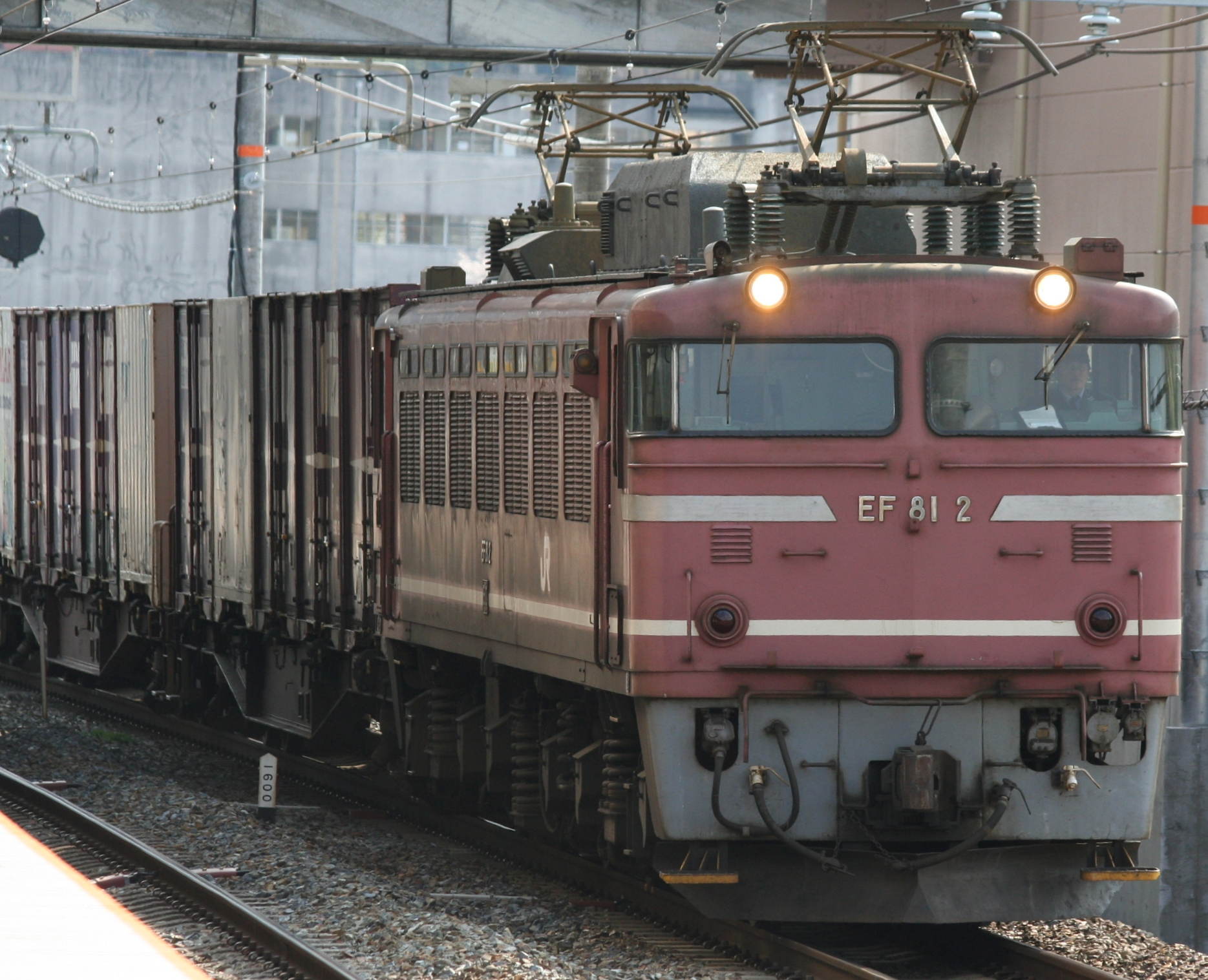
EF81 2
JR貨物所属の更新工事施工機で、側面下部全周に白線を巻く。
（2008年3月29日 島本駅）

1968年から1969年（昭和44年）に製作された。
EF81 1
糸魚川 - 直江津間電化開業を名目として、昭和42年度第3次債務で製造された量産先行車である。富山第二機関区に配置された。
正面下部左側にAW-5タイフォンを装備していたことが外観上の大きな特徴であった。
EF81 2 - 28
北陸本線糸魚川 - 直江津間電化開業、信越本線直江津 - 宮内間電化開業を名目として、昭和43年度第4次債務で製造された量産機である。全機が富山第二機関区に配置された。
EF81 1の運用結果を基に各部の改良が行われ、抵抗バーニア制御器がCS36からCS36Aに、転換・界磁制御器がCS37からCS37Aに変更された。主整流器はサイリスタインバータの制御回路改善によりRS36からRS36Aに変更された。主抵抗器は容量増大によりMR102Aに変更され、屋根上の抵抗器カバーの形状が変更されている。量産先行機において、空転時の再粘着方式は再粘着ブレーキ・ノッチ止め、再粘着ブレーキ・ノッチ戻し、ノッチ戻しのみの3種の比較検討がなされ、量産機では再粘着ブレーキ・ノッチ止め方式が採用された。
正面中位の左右には通風孔を設け、車両番号はステンレスの切抜き文字を車体に直付けする。
EF81 29 - 38
日本海縦貫線貨物列車増発用を名目として、昭和43年度第5次債務で製造された。全機が富山第二機関区に配置された。
スノープラウの材質が2.3 mm鋼板および型鋼の組み合わせから、6 mm厚鋼板に変更されている。

#### EF81 39 - 136

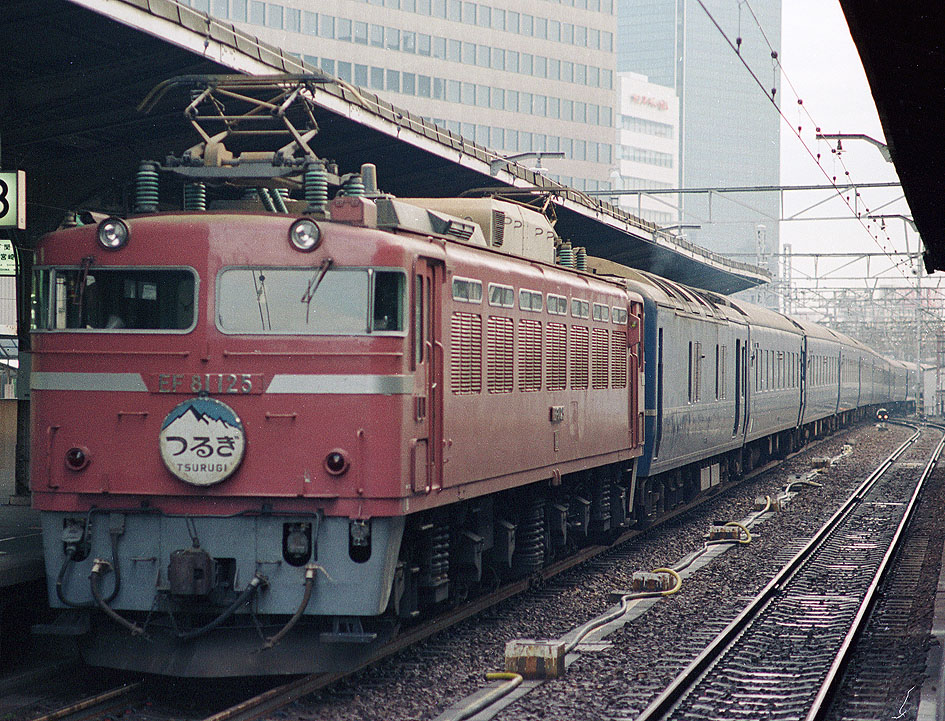
EF81 125

1972年（昭和47年）から1977年（昭和52年）に製作された。
EF81 39 - 41
羽越本線新津 - 秋田電化開業の先行制作車を名目として、昭和46年度第1次債務で製造された。EF81 39は富山第二機関区に、EF81 40・41は長岡運転区 に配置された。
EF81 38までと比べて大きな変更が施されている。外観上は正面の通風孔がなくなり、屋根上の機器カバー形状が変更された。標識灯は電球交換を車体外側から行う「外ハメ式」に変更し小型化した。車両番号は文字表記を一体化したブロックプレートとされた。主制御器や主抵抗器・単位スイッチなど内部機器の仕様を改良し、運転台は計器盤などの操作機器や内装に人間工学に基づく改良がなされた。本区分以降、20系客車用のKE59Hジャンパ連結器は廃止されている。加えて、一人乗務に備えてEB装置・TE装置が設置された。
EF81 42 - 74
羽越本線新津 - 秋田電化開業用を名目として、昭和46年度第2次債務で製造された。EF81 42 - 48・61 - 64は前述の理由から長岡運転区に配置され、酒田区の電気機関車用設備の完成後に酒田区に転属している。EF81 49 - 60・65 - 74は酒田機関区に配置された。
パンタグラフ断流器が誤作動保護回路装置を内蔵したものに変更され、EF81 47以降は電暖表示灯の電球交換を車体内側から行う方式に改めた。外観上では縦型の台形になっている。
EF81 75 - 93
日本海縦貫線フレートライナー増発用（7両）、上野 - 秋田間寝台列車増発用（1両）、東北本線フレートライナー増発用および補機増強用（11両）を名目として、昭和48年度民有で製造された。EF81 75 - 78は酒田機関区に、EF81 79 - 81は富山第二機関区に、EF81 82 - 93は田端機関区に配置された。このうちEF81 90は、度重なる事故被災と復旧を繰り返したため、廃車時には新造当時の部品を1つも含んでいなかったという希有な経歴を持つ車両である。
抵抗バーニア制御器がCS36BからCS36Cに変更され、一部機器の非PCB化が行われた。また空転検出方式の改良が行われ、空転検出用のマグアンプが3個から6個になり、各軸独立した形になった。外観上では、屋根上の抵抗器の脱着方式の変更によって、車体高が30 mm高くなっている。
EF81 94 - 105
常磐線経由上野 - 青森間寝台特急増発用および日本海縦貫線用を名目として、昭和48年度第3次民有でEF81 94 - 100が製造された。EF81 94は田端機関区に、EF81 95 - 97は富山第二機関区に、EF81 98 - 100は酒田機関区に配置された。
加えて、湖西線山科 - 近江塩津先行手配車を名目として、昭和48年度第1次債務でEF81 101 - 105が製造された。全機が敦賀第二機関区に配置された。
運転台の暖房・扇風機に改良が加えられ、乗務員の環境改善が図られた。
EF81 106 - 126
湖西線開業用を名目として、昭和48年度第2次債務および昭和49年度第1次民有で製造された。全機が敦賀第二機関区に配置された。
直流避雷器がLA15Dに変更された。
EF81 127 - 129
羽越本線貨物列車増強用を名目として、昭和49年度第2次民有でEF81 127が製造された。酒田機関区に配置された。
加えて、寝台特急「日本海」増発による予備機確保を名目として、昭和49年度第1次債務でEF81 128・129が製造された。EF81 128が酒田機関区に、EF81 129が敦賀第二機関区に配置された。
スカート強化のため、材質が4.5 mm厚鋼板に変更され、EF81 128以降は内部の雪害対策強化が施された。EF81 127より電暖表示灯の外見が小型の台形に変更された。
EF81 130 - 134
新潟地区旧型直流機の形式改善を名目 として、昭和49年度第2次民有で製造された。全機が酒田機関区に配置された。
設計変更は避雷器などの細部改良にとどまり、前ロットとの大きな差異は見られない。
EF81 135・136
1975年（昭和50年）10月に発生したEF62形の脱線による事故廃車の補充用を名目 として、昭和50年度第3次債務で製造された。
台車のブレーキてこ比、金具、リード線などに小変更があったが、前ロットとの大きな差異は見られない。
なおEF81 133 - 136は、上越線運用対応としてEF81 137以降に準じた改造を受けている。

#### EF81 137 - 152
1979年に製作された。

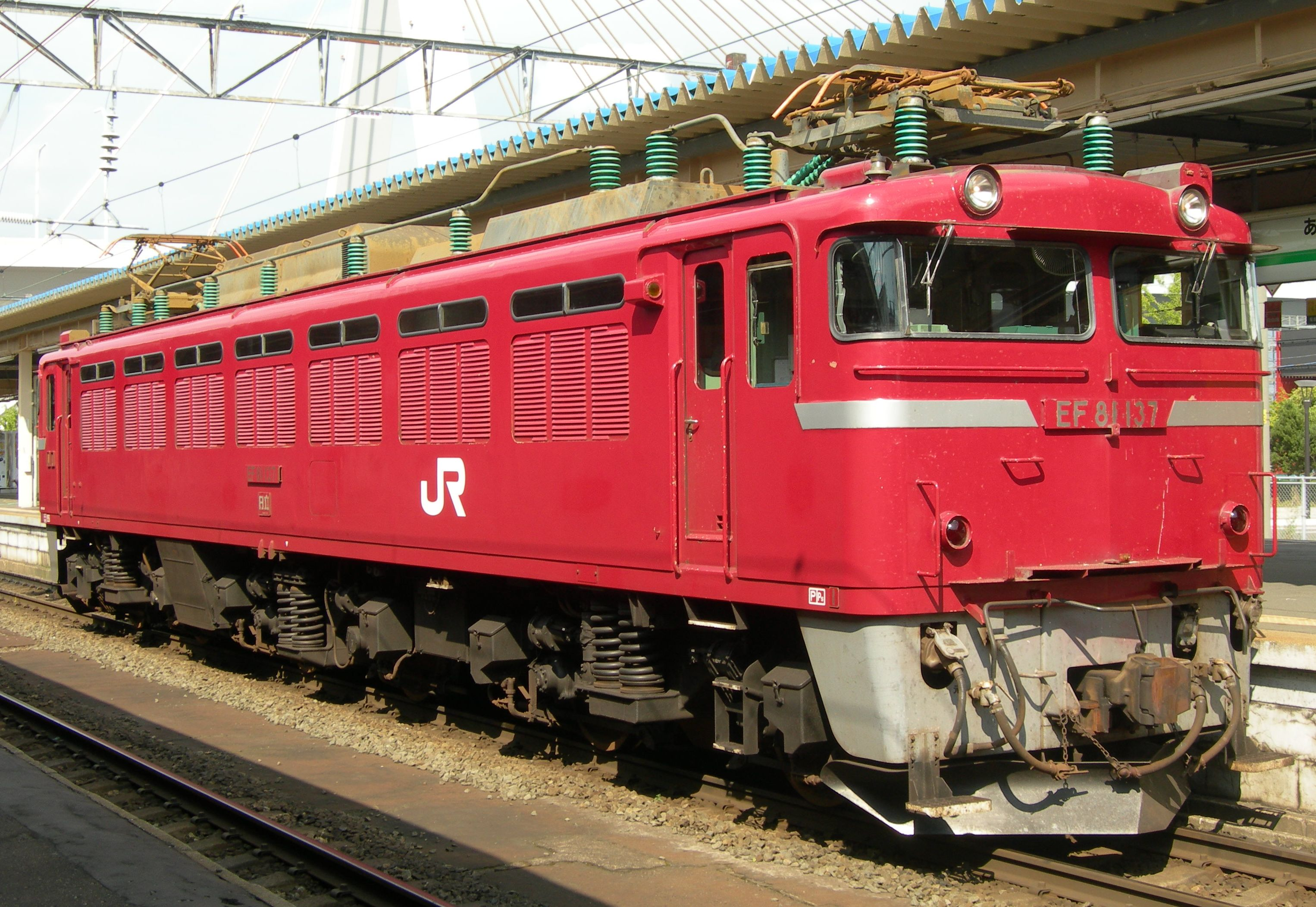
EF81 137
（2010年8月22日 青森駅）

新潟地区EF15形置き換え用を名目として、昭和53年度第1次民有で製造された。全機が東新潟機関区に配置された。
EF81 136までと比較すると数多くの設計変更点が見られる。
車体構造が変更され、前面窓上には一体型の庇が設けられた。車両番号板はエッチング仕上げである。
主電動機は電機子軸の強化を目的に径を従来の120 mmから130 mmに太くしたMT52Bに、抵抗バーニア制御器、界磁・転換制御器は無給油タイプ（抵抗バーニア制御器は形式名をCS36Dに改めたが、界磁・転換制御器はSC37Bのままとされた）に変更した。また、主シリコン整流器もRS36Cに変更され、メンテナンスフリー化および絶縁対策も強化された。
台車は一般圧延鋼板から溶接構造用圧延鋼材へ材質が変更された。このほか、直流避雷器がLA16に変更され、新たに電気式速度計SRD-60が採用された。

### 300番台

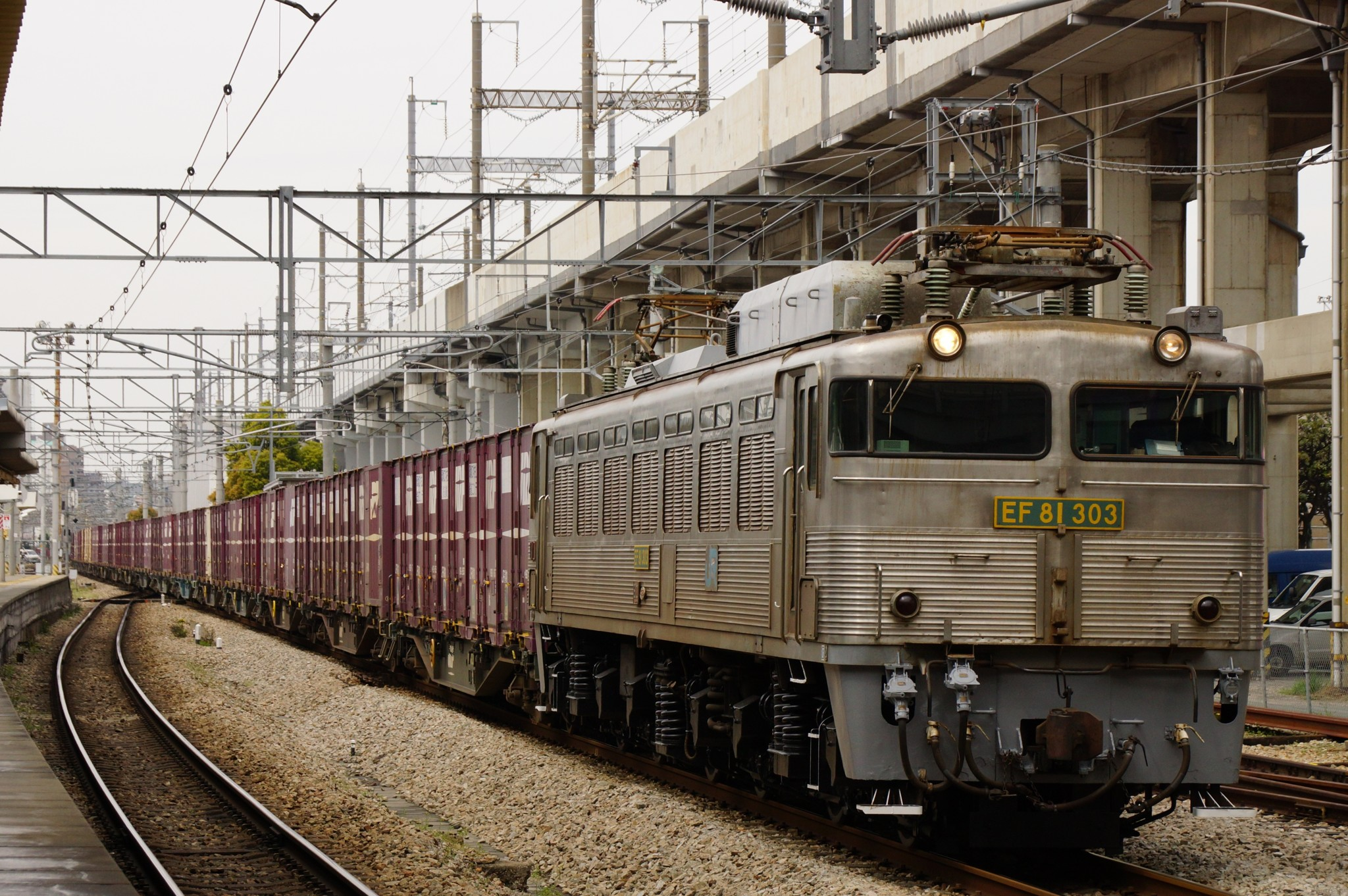
EF81 303
（2013年3月26日 竹下駅）

関門トンネル用の特殊仕様車で、1973年（昭和48年）から1974年（昭和49年）に4両 (EF81 301 - 304) が新製された。
当時、関門トンネルで使用されていたEF30形電気機関車の増備車として製作され、全機が門司機関区に新製配置された。海水が滴下する高湿度環境の海底トンネルを含む区間で用いるため、腐食防止対策として車体外板をステンレスとしている。板厚が普通鋼製車体より薄いことから、車体下部全周に歪みを防ぐコルゲート加工を施している。コルゲートパネルの末端部（顕著なのは先頭部中央）の処理はEF81 301・302とEF81 303・304とで異なっている。なおEF81 302は国鉄時代末期の1986年（昭和61年）10月5日に、門司操車場内でED76 93と接触して2 - 4位側の側面外板を損傷したが、小倉工場での復旧の際にコルゲートのないステンレス平板で修復されている。このため、片方の側面にのみコルゲートがある独特のスタイルとなった。本番台の車両番号は正面・側面とも縁取付の番号板となり、正面の飾り帯は装備しない。
無塗装のステンレス板に覆われた独特な外観から、愛好家からは「銀釜」と呼ばれ親しまれている。
走行機器は、同時期に製造されていた基本番台EF81 75以降に倣い、抵抗バーニア制御器がCS36C、界磁制御器がCS37B、主整流器はRS36Bである。ただし、運用区間が関門トンネルを通過する門司 - 下関間という短区間であったことから電気暖房用の電源 (EG) は装備せず（他線区転用を考えて搭載スペースは設けられ、代わりに死重が置かれている）、運転台側面に電暖表示灯はない。スノープラウや砂撒き管ヒーターの取り付けも見送られた。
EF81 301には製造時から砂撒き器の他に増粘着装置が取り付けられている。
当初は単機で牽引できる旅客列車中心の運用が組まれていたが、EF30形を淘汰する際に貨物列車牽引対応として重連総括制御装置を追設し、重連運用を可能とした。重連総括制御の改造内容は、後述の400番台とほぼ同じである。
1978年（昭和53年）10月のダイヤ改正に伴い、常磐線・水戸線のEF80形置き換えを目的としてEF81 301・302の2両が内郷機関区へ転属した。このとき保線係員の触車事故対策として、車体を一般車と同一の赤13号に塗装され、1985年（昭和60年）に門司機関区へ復帰して以降もそのまま使用された。他の2両（EF81 303・304）は無塗装のままである（ただし、EF81 304は一時期一般車の飾り帯に当たる部分に水色の「ヒゲ」が描かれていた）。
2011年（平成23年）3月11日に発生した東北地方太平洋沖地震（東日本大震災）に伴う日本海縦貫線の輸送量増強に伴い、EF81 303・304の2両が富山機関区に貸し出された。この貸し出しにより、関門用として製造された300番台は4両全車が東日本でも運用された経歴を持つことになる。その後、EF81 303は同年5月27日に、EF81 304は6月9日にそれぞれ門司機関区に返却されている。

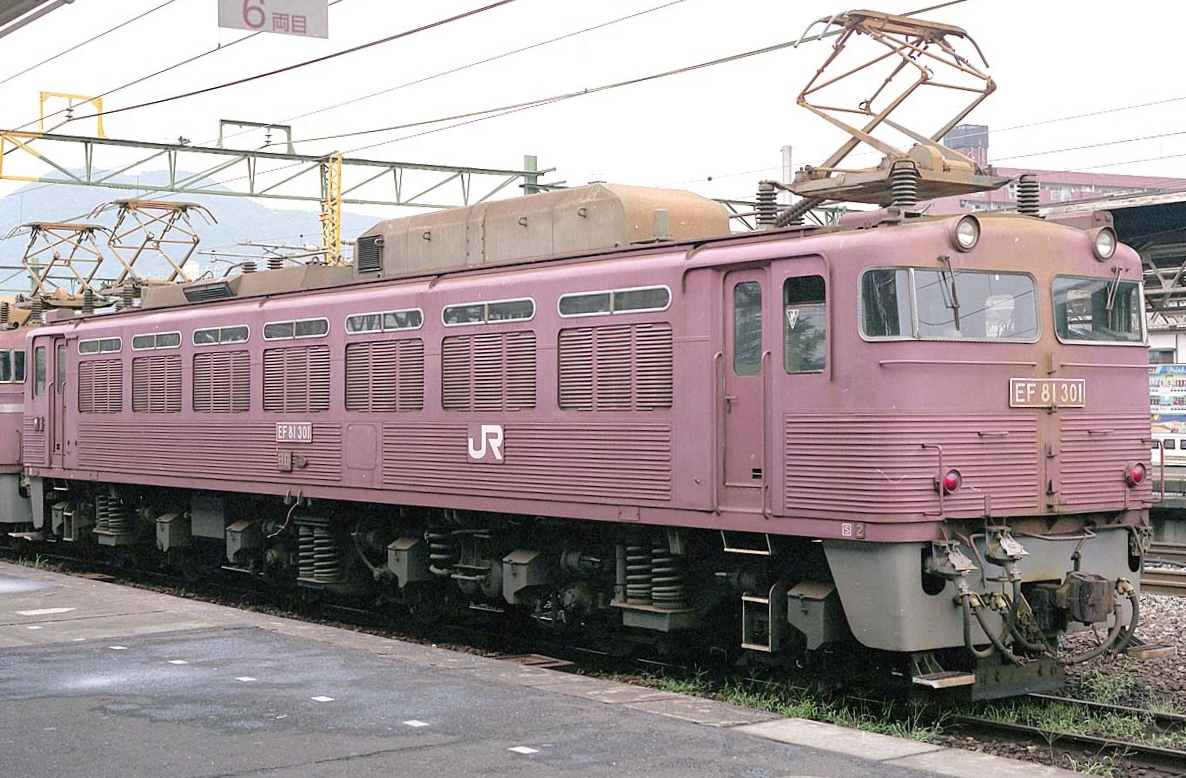
EF81 301 赤13号で塗装されている。 （1992年8月15日 門司駅）
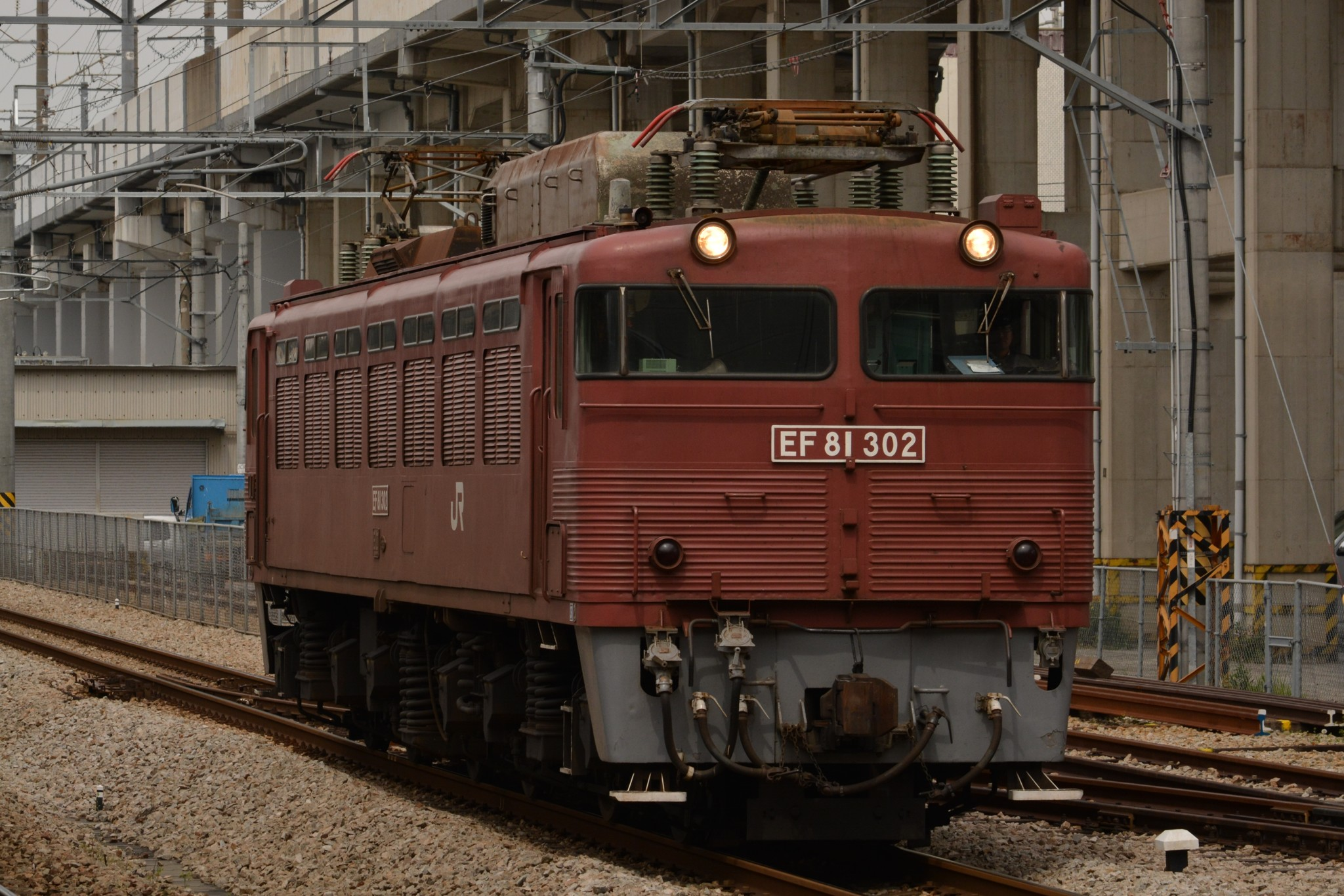
EF81 302 赤13号で塗装されているほか、側面にコルゲートがないのが特徴（写真で見えないほうの側面にはコルゲートがある） （2013年3月26日 竹下駅）
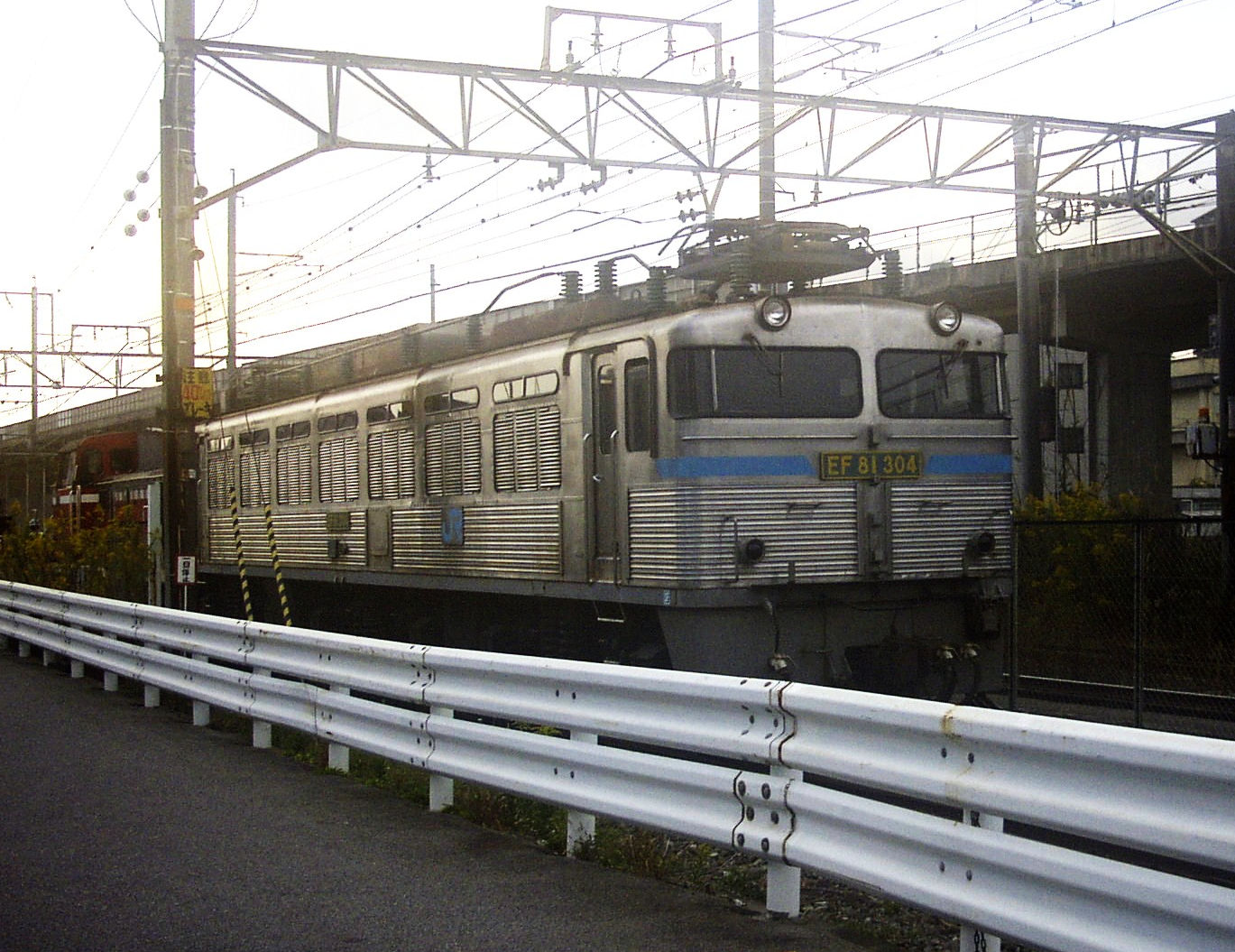
EF81 304 更新工事施工後の形態で前面に青帯が入っている。 （2003年10月）

### 400番台

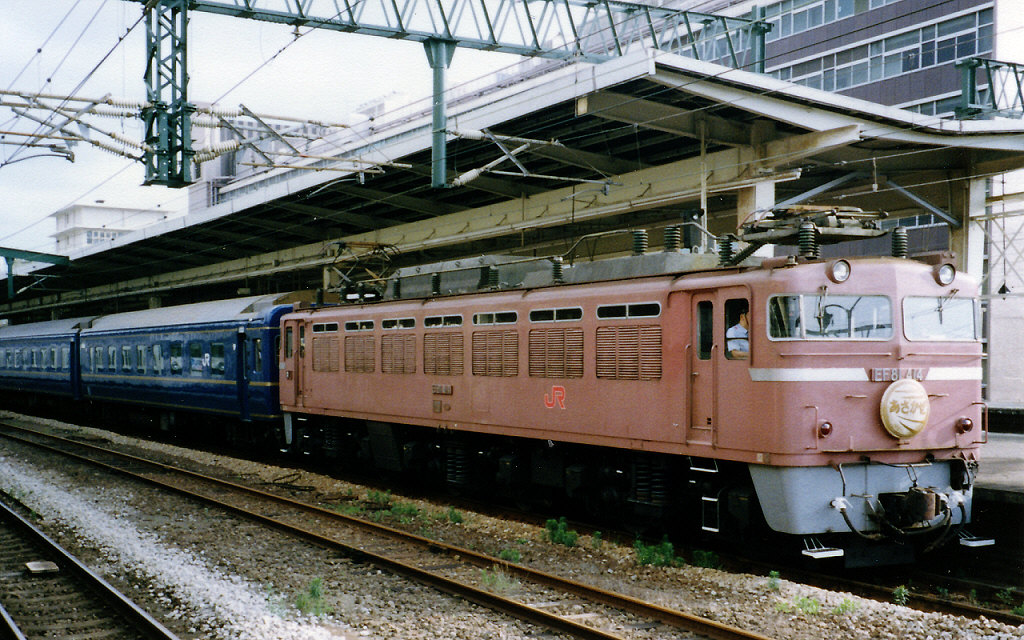
「あさかぜ」を牽引するEF81 414
（1991年7月 博多駅）

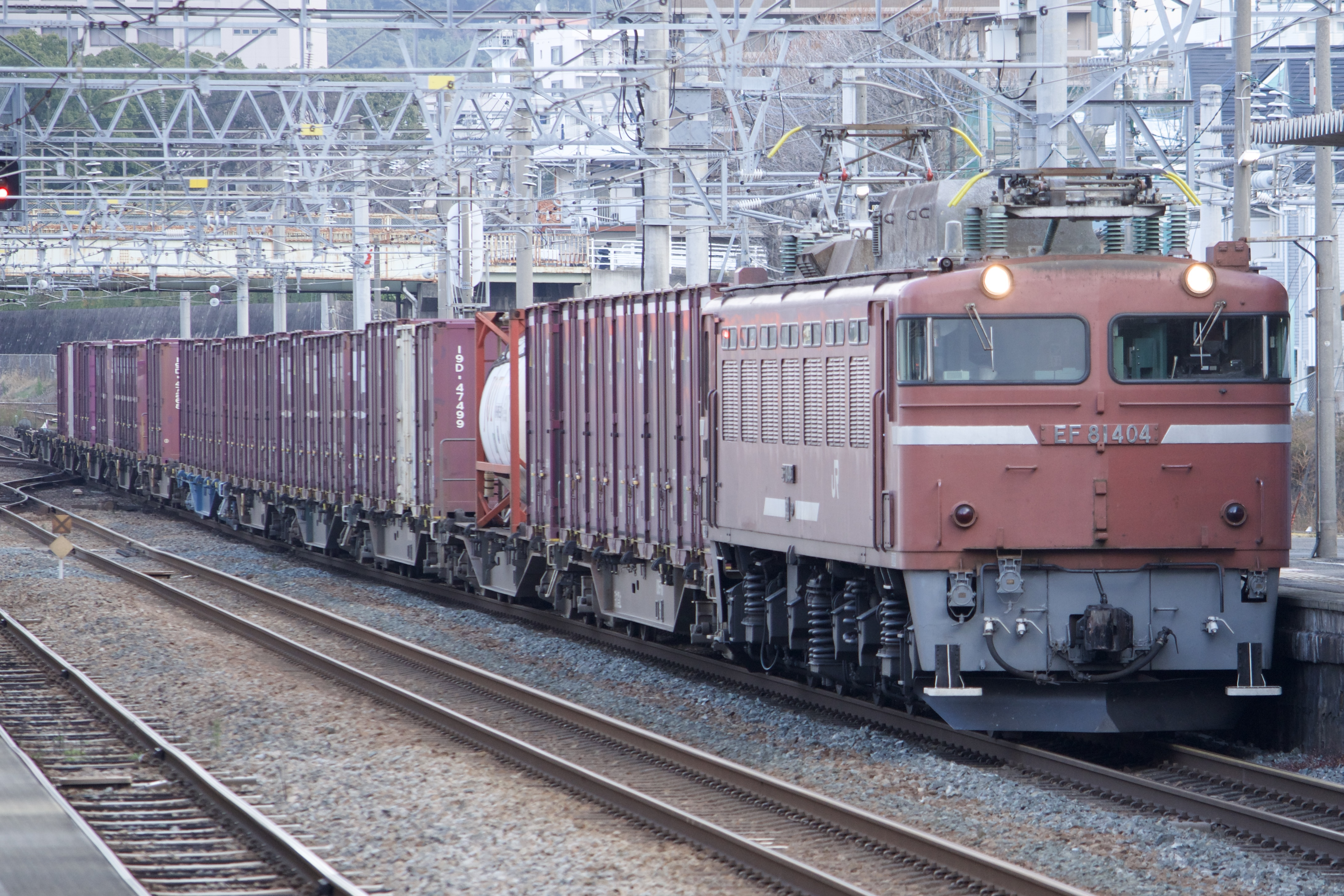
JR貨物所属の400番台
（2024年11月 香椎駅）

関門トンネル区間で使用されてきたEF30形の後継機として、基本番台を重連運用できるよう総括制御機能を付加した区分で、1986年から1987年にかけて、基本番台から14両 (EF81 401 - 414) が小倉工場で改造された。日立製作所製の中期製造機を種車とし、改造工事は2両単位で行われた。
海水が常時浸潤する海底トンネル区間対策として耐塩害措置を施され、パンタグラフに防食剤が塗られ、屋根上全面には防食効果材「ロンテックス」が塗布されている。車体は普通鋼製のままで、外部塗色は大分運転所配置の6両のみ、交流電気機関車と同じ赤2号に変更されたが、1年ほどでオリジナルと同じ赤13号に戻されている。列車暖房は使用しないため電気暖房用給電栓は撤去され、JR九州所属機は後年に車体側面の電暖表示灯も撤去している。主整流器に付随する電気暖房用のインバータと主変圧器の3次巻線は存置されている。
制御系統には重連運転に対応する諸設備を追加している。最大22 ‰勾配 が存在する関門トンネル区間で1200 t貨物列車を牽引するための措置で、重連総括制御装置を追設している。改造内容は制御回路および低圧補助回路などの引き通し化、運転台へ「他車主電動機電流計」の新設、本務機もしくは補機の故障時に、故障機を電気的に切り離す「制御回路開放機」が1エンド側に設置されている。また空気ブレーキも重連総括制御運転に対応するため釣り合い管が併設された。エンド間でブレーキ選択をするためのコックを重連総括制御対応のものに変更している。初期改造車は重連総括制御に支障のあるバーニア制御器・空転制御器など制御回路を中期形 (EF81 75 - ) の仕様に統一する追加改造を施し、主遮断器保持回路・パンタグラフ非常下げ回路などの取扱を統一した。ただし、最初に改造されたEF81 401・402はバーニア制御器の改造が未施工で、これ以降の車両とは重連総括制御が組めなかったが、後にバーニア制御器の追加改造が行われ、重連総括制御の組み合わせの制限はなくなっている。
重連運転区間が短いことから重連総括用のジャンパ栓・ホース類は片渡り構造で追加され、運用時には機関車の向きが限定される。同様の理由から、工数削減のため正面貫通扉の設置も省略された。
改造された400番台のうちEF81 409 - 414は下り側に設置の重連総括用ジャンパ栓ケーブルと線受け1か所が未取付で出場された。
落成後は門司機関区 に8両 (EF81 401 - 408) 、大分運転所に6両 (EF81 409 - 414) が配置された。分割民営化後は、JR貨物門司機関区とJR九州大分鉄道事業部大分車両センターに配置され、関門トンネルを経由する貨物列車・寝台特急に使用されてきた。
関門トンネル区間以外では、JR貨物富山機関区に延べ4両（EF81 404・406 - 408）の配置歴がある。2007年（平成19年）3月に配置されたEF81 404は富山仕様の貨物更新色に変更されて、2016年（平成28年）3月まで富山機関区に在籍し日本海縦貫線で運用されていたが、現在は門司機関区に保留車ながら戻り(2020年に運用へ復帰)、これで富山機関区に転属していた4両はすべて門司機関区に戻っている。
改造前後の番号対比
EF81 40・41・130・131・128・132・42・49 - 54・75 → EF81 401 - 414

### 500番台

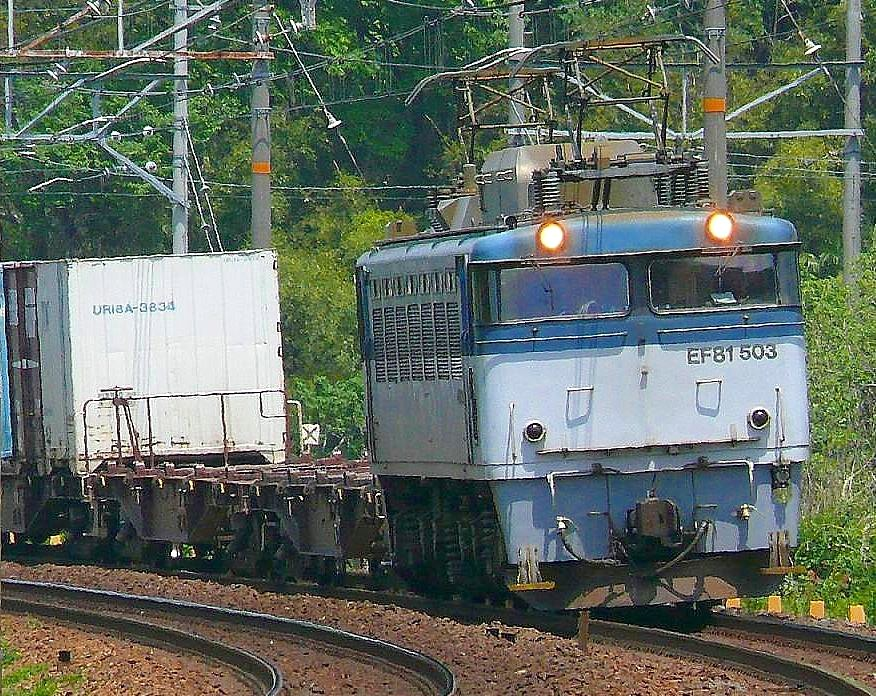
EF81 503
2005年5月13日 彦根駅-南彦根駅間

民営化後の貨物輸送量増加を受け、日本海縦貫線の輸送力を増強するためJR貨物が新造した一般仕様形式で、1989年に3両 (EF81 501 - 503) が製作された。当初メーカーに対して6両 (EF81 501 - 506) の発注が内示されていたが最終発注で3両に変更されている。
性能や基本的な構造は基本番台の最終増備車を踏襲したが、各部の仕様を変更している。旅客列車への使用は考慮されず、電気暖房用のインバータ装置やジャンパ栓を非装備としたほか、ブレーキ装置は20系客車牽引時に必要な編成増圧機能を省略し、単機増圧機能のみを装備する。

塗装は車体上部が濃淡ブルーの塗り分け、車体下部がライトグレー、運転室側扉はローズピンクのJR貨物標準配色である。台車は灰色とされた。車両番号表示は、正面は向かって右側、側面は向かって右側の運転台側扉後方に移され、書体も変更された。ステンレスの飾り帯は装備しない。

### 450番台
| 灯具類を一体化し前面下部に設置したEF81 4522024年2月  |  | 灯具類を従来機と同じ位置に設置したEF81 455天拝山駅-原田駅間  |
| 灯具類を一体化し前面下部に設置したEF81 452 2024年2月 |  | 灯具類を従来機と同じ位置に設置したEF81 455 天拝山駅-原田駅間 |

1991年（平成3年）のダイヤ改正で本州 - 九州間貨物列車の増発に対応するため、従来より使用されている400番台の増備としてJR貨物が新造した関門トンネル用特殊仕様車で、1992年（平成4年）までに5両 (EF81 451 - 455) が製作された。
500番台をもとに重連総括制御装置を追加した仕様で、機関車の向きが変わっても運用しやすいよう、ジャンパ栓は左右両側に装備する「両渡り」構造である。旅客列車の牽引は考慮されず、電気暖房用の各種装備はもたない。主電動機は、車軸に装架する軸受を平軸受からコロ軸受に変更したMT52Cを採用し、保守を軽減している。また、保守効率の向上を図り、集電装置がFPS22E下枠交差式パンタグラフに変更された。
外部塗色は500番台と同様の配色であるが、車体下部全周に青色の帯が追加された。車両番号の標記位置や飾り帯を持たない正面の意匠も500番台と同一である。
1991年製作の2両（EF81 451・452）は前照灯と尾灯を一体化のうえ前面下部に設置したが、1992年製の3両 (EF81 453 - 455) は従来機と同一の正面上部に前照灯を配した。これは、本形式の500番台向けの構体を流用したためである。

## 所有状況と運用

### 運用推移

#### 国鉄時代
設計仕様上は国鉄の電化区間すべてを1両で運用できる本形式ではあるが、国鉄時代は長距離を通しての運用は多くなかった。長距離走行による過度の消耗を防ぐほか、直流区間ではEF15形やEF58形・EF65形などが、交流区間では北陸本線でEF70形が、東北本線ではED71形・ED75形などが多数使用され、製作コストの高く相対的に性能の低い本形式を多用せずとも機関車の必要数を充足できる状況にあったことも影響する。
国鉄の合理化が進捗した1980年代以降、機関車の所要数を適正化する必要から、1両で長距離運用が可能な本形式が重用されるようになる。日本海縦貫線では、交流区間で運用効率に問題のあったEF70形を淘汰して北陸本線米原 - 田村間の交直接続を直通化し、直流区間でEF15形やEF58形などの老朽形式を淘汰し、本形式による直通運用の比重が増加していった。
東京地区では、EF81形より先に常磐線用に投入されていた同じ交直流機EF80形の老朽化に伴う本形式への置き換えに終始し、逆に東北本線ではすでに本形式が充当されていた交直流直通運用がEF65形1000番台・ED75形による運用に戻され、直通運用区間の比重は減少した。その後、分割民営化直前の1986年11月ダイヤ改正では秋田 - 青森間の奥羽本線区間で本形式の運用が開始され、大阪 - 青森間 1023.5 kmの日本海縦貫線直通運用となるとともに、同区間で使用してきたED75形700番台を津軽海峡線用の専用機に転用 する原資としている。
1987年4月の国鉄分割民営化では、JR東日本に78両、JR西日本に16両、JR九州に6両、JR貨物に56両が承継された。

##### 日本海縦貫線
- 1969年（昭和44年） - 初期グループ38両が1968年12月より竣工し富山第二機関区に集中配置、同年9月糸魚川 - 直江津間の電化開業と同時に使用が開始された。当初の使用区間は金沢 - 新潟操車場間であった。
- 1972年（昭和47年） - 羽越本線・白新線電化に伴い酒田機関区に35両が新製配置される。
- 1974年（昭和49年） - 湖西線開業に伴い敦賀第二機関区に26両が新製配置される。使用開始以降段階的に運用区間を拡大し、日本海縦貫線の大阪 - 秋田間で寝台特急「日本海」、寝台特急「つるぎ」、急行「きたぐに」などの優等列車のほか、普通列車や貨物列車にまで広汎に運用された。
  - 日本海縦貫線用のEF81形は1977年までに初期車 - 後期車に亘る計123両が新製配置された。内訳は酒田区51両、富山第二区45両、敦賀第二区27両である。
- 1979年（昭和54年） - 東新潟機関区に16両が新製配置され、日本海縦貫線の定期運用に就く。この後、酒田機関区の配置車両数は徐々に削減される。
- 1984年（昭和59年）2月1日 - ダイヤ改正で敦賀第二機関区への配置が無くなり、富山第二機関区に集約される（書類上の移動。実際には敦賀第二機関区を拠点に運用されていた）。
- 1985年（昭和60年）3月14日 - ダイヤ改正で酒田機関区、東新潟機関区への配置が無くなり、新たに長岡運転区がEF81形配置区となる。以後、日本海縦貫線用のEF81形は長岡・富山第二の配置となる。
- 1986年（昭和61年）11月1日 - 国鉄最後の全国ダイヤ改正。敦賀機関区へ16両が配置される（43 - 48、101 - 108、113、114）。

##### 東京地区
- 1973年（昭和48年） - 中期車13両 (EF81 82 - 94) が田端機関区に新製配置され、東北本線の隅田川 - 福島間の貨物列車牽引に充当された。
  - 当時、EF81形13両で東北本線の貨物列車10運用を受け持っており、常磐線・水戸線での定期運用は設定されていなかった。常磐線系統では1962年（昭和37年） - 1967年（昭和42年）に新製配置されたEF80形63両を使用し、本形式は東北本線の一部定期運用に充当されることとなった。
- 1979年（昭和54年） - 門司機関区の300番台2両（EF81 301・302）・富山二区の中期車2両（EF81 80・81）の計4両が常磐線内郷機関区に転配され、EF80形に混じって常磐線系統の定期運用に就いた。
- 1982年（昭和57年） - 酒田区の4両 (EF81 75 - 78) ・富山二区の2両（EF81 79・95）・敦賀二区の2両（EF81 96・97）の計8両が常磐線系統に転用され、10月1日までに内郷区に6両（EF81 75 - 79・97）、田端区に2両（EF81 95・96）が転入した。老朽化の進んだEF80形の置き換えが目的で、加えて田端区のEF81形は東北本線の運用をEF65形1000番台・ED75形に振り替えて常磐線系統に転用し、EF80形の淘汰を進めた。
- 1982年（昭和57年）11月 - 内郷区より田端区へ2両（EF81 301・302）が転属する。
- 1983年（昭和58年） - 常磐線優等列車である寝台特急「ゆうづる」や夜行急行「十和田」牽引にEF80形と共通で運用を開始した。牽引区間は上野 - 水戸間で、EF80形では省略されていた「ゆうづる」牽引機（上野口）へのヘッドマーク掲示が同時期に復活している。

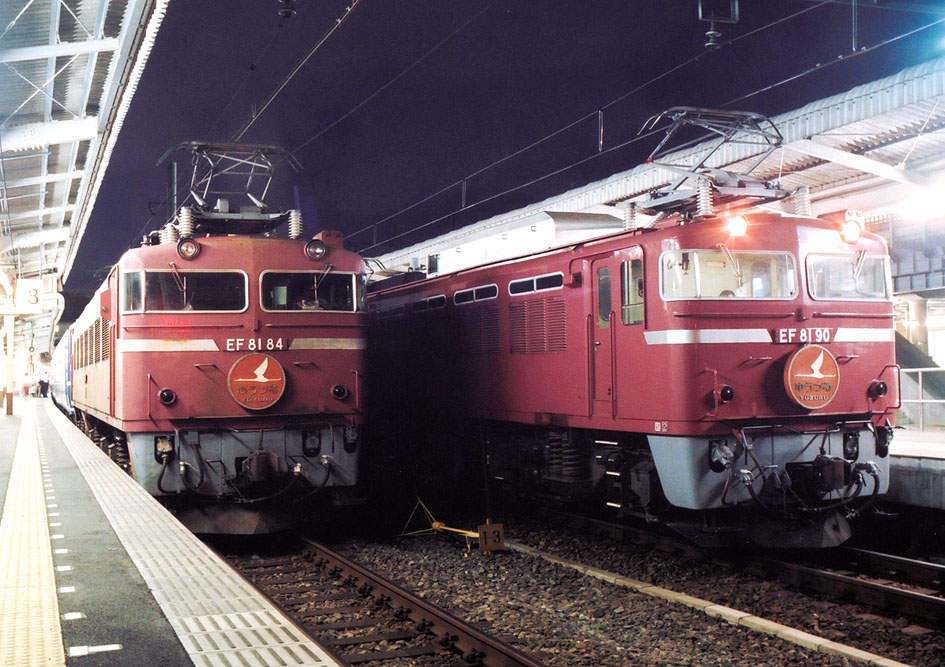
左：EF81 84が牽引する特急「ゆうづる5号」
右：EF81 90が牽引する特急「ゆうづる3号」
（1985年 上野駅）

- 1985年（昭和60年）3月14日 - ダイヤ改正でいわき貨物駅が廃止となり、同駅構内の内郷機関区も廃止された。内郷区に在籍した10両は5両が田端区に転出となったほか、大分運転所に1両 (EF81 75)、長岡区には門司区への同形式転出補填として2両（EF81 76・77）が転出した。
- 1985年（昭和60年）8月 - 常磐線寝台特急「ゆうづる」の運用（上野 - 水戸間）をすべて本形式に置き換え、EF80形での運用が終了する。この運用は寝台特急「北斗星」の運転開始によって客車運用の「ゆうづる」が廃止されるまでの約3年間継続した。
- 1986年（昭和61年）1月 - 田端区から関門トンネル用EF30形の置き換え用として門司区に2両（EF81 301・302）が転属する。

##### 関門トンネル区間
- 1973年（昭和48年）9月 - 関門トンネル区間の列車増発対応として300番台2両が門司機関区に新製配置され、下関 - 門司間でEF30形との共通運用を開始した。300番台は1974年4月と1975年2月に1両ずつ追加製作されている。重連総括制御機能をもたない本形式は貨物列車への運用を避け、荷物列車を含む客車列車専用として運用された。
- 1979年（昭和54年）3月 - 1978年10月のダイヤ改正で貨物列車を中心に列車整理が実施され、運用の減少に伴い門司機関区の300番台2両（EF81 301・302）が内郷機関区に転出した。
- 1985年（昭和60年）3月 - 300番台1両（EF81 302）が田端機関区より門司機関区へ転入した。
- 1986年（昭和61年）1月 - 300番台1両（EF81 301）が田端機関区より門司機関区へ転入した。
- 1986年（昭和61年）3月 - 1987年（昭和62年）3月 - 関門トンネル用EF30形の老朽化に伴う置き換え用として、富山第二区の3両 (EF81 40 - 42) ・田端区の7両（EF81 49 - 54・75）・長岡運転所の4両（EF81 128・130 - 132）が転出し、門司区（8両）、大分所（6両）に転入した。この14両は転入後に重連総括制御対応化（400番台）改造され[注 18]、EF30形専用としていた関門トンネル区間の貨物列車運用を本形式の重連運用で置き換えた。同時期に300番台4両も重連総括制御対応に改造され、400番台との共通運用を開始している。
- 1986年（昭和61年）11月 EF30形引退に伴い、大分運転所の6両が関門間の各寝台特急および入出庫のため、富士の下関 - 大分間のけん引を行っている。

#### 分割民営化以降

##### JR東日本
1987年の分割民営化に際して、JR東日本へは78両が継承された。車号は、次のとおりである。
- EF81 11 - 18・55 - 74・76 - 100・109 - 112・127・133 - 152

継承当時は田端運転所と長岡運転所（現・長岡車両センター）に配置され、外部塗色は順次変更、400番台に次いで赤2号に塗り替えられた。田端運転所に配置される車両のうち「北斗星」などの寝台特急列車牽引を主としていた車両には、主電動機の再整備や車輪の交換などの改修工事を施した。これらの車両は車体側面に「銀の流星」 のパターンが描かれ、改修未施工車とは定期運用が分けられていた。また、黒磯駅の交直切替を車上切替（停車せずに通過中に切替する）で行うための列車選別装置が田端運転所配置の全車両に取り付けられた。以前はJR貨物から受託した首都圏各線・日本海縦貫線における貨物列車牽引にも充当されていた。2022年現在定期運用はなく、臨時列車、事業用列車の牽引に充当されている。
改修車のうち4両（EF81 79・89・92・99）は「カシオペア」牽引用として白地に黄橙青の4色塗装、「スーパーエクスプレスレインボー」塗装機 (EF81 95) は車体側面に形式番号をあしらった巨大な「EF81」のレタリングを施したデザイン で使用される。「カシオペア」塗装は2012年（平成24年）までに消滅した。
お召し列車牽引機 (EF81 81) は1985年の国際科学技術博覧会で2度にわたってお召し列車を牽引した機関車で、当時は原色の赤13号塗装に車体側面に細い銀のラインが入れられていた。1989年2月に赤2号単色となり、のち「北斗星」牽引機と同一の配色になるが、手すり・連結器・車輪側面の銀色塗装、制輪子の磨き出し処理など装飾が残存する。2014年8月に秋田総合車両センターにてお召し塗装が復元された。
特異な仕様の車両として、電車を牽引するため双頭連結器を装備した車両がある。秋田総合車両センター南秋田センター配置の1両 (EF81 136) と長岡車両センター配置の4両（EF81 134・140・141・151）と尾久車両センター配置の1両 (EF81 139)  で、青森地区の電車を郡山総合車両センターで検査する際の牽引機などに使用される際、電気指令式ブレーキを装備した電車（209系以降の車両）にブレーキを掛けるため、ブレーキ読替指令装置 (MON8) を機関車に装備、そこからの指令による指令回路ジャンパ栓（KE100B-10ジャンパ連結器）を増設した関係で、一般車とはスカート周辺やスノープラウの形状が異なる。この改造により機関車全長が750 mm延長された。配給列車などで電車を牽引する際は首都圏に乗り入れることが多いが、151は関東地区乗り入れに必要なATS-P形およびデジタル無線機を装備していなかったため、運用は水上駅より北側の路線（上越線・信越本線・羽越本線・奥羽本線）で使用されていた。この151は2018年6月6日付で廃車となっている。
2009年から2010年（平成22年）にかけて、老朽化した本形式の一部を淘汰するため、EF510形500番台が15両導入された。JR貨物が開発したEF510形と同形（ホイッスルの装備位置など若干の変更あり）のもので、田端運転所に配置されて2010年6月25日から「カシオペア」、7月14日から「北斗星」での運用を開始した。
「北斗星」「カシオペア」の運用がなくなった田端運転所のEF81形は全車共通で貨物列車牽引に使用されていたが、2010年12月に入るとEF510形の定期貨物列車への充当が順次開始され、12月4日のダイヤ改正時にはEF81形からEF510形への置換えが完了。田端運転所のEF81形は定期列車の運用からは撤退することとなった。EF510形の導入数と同じく15両のEF81形の廃車が計画されたが、実際には2011年度から2012年度にかけて16両のEF81形が廃車となった。

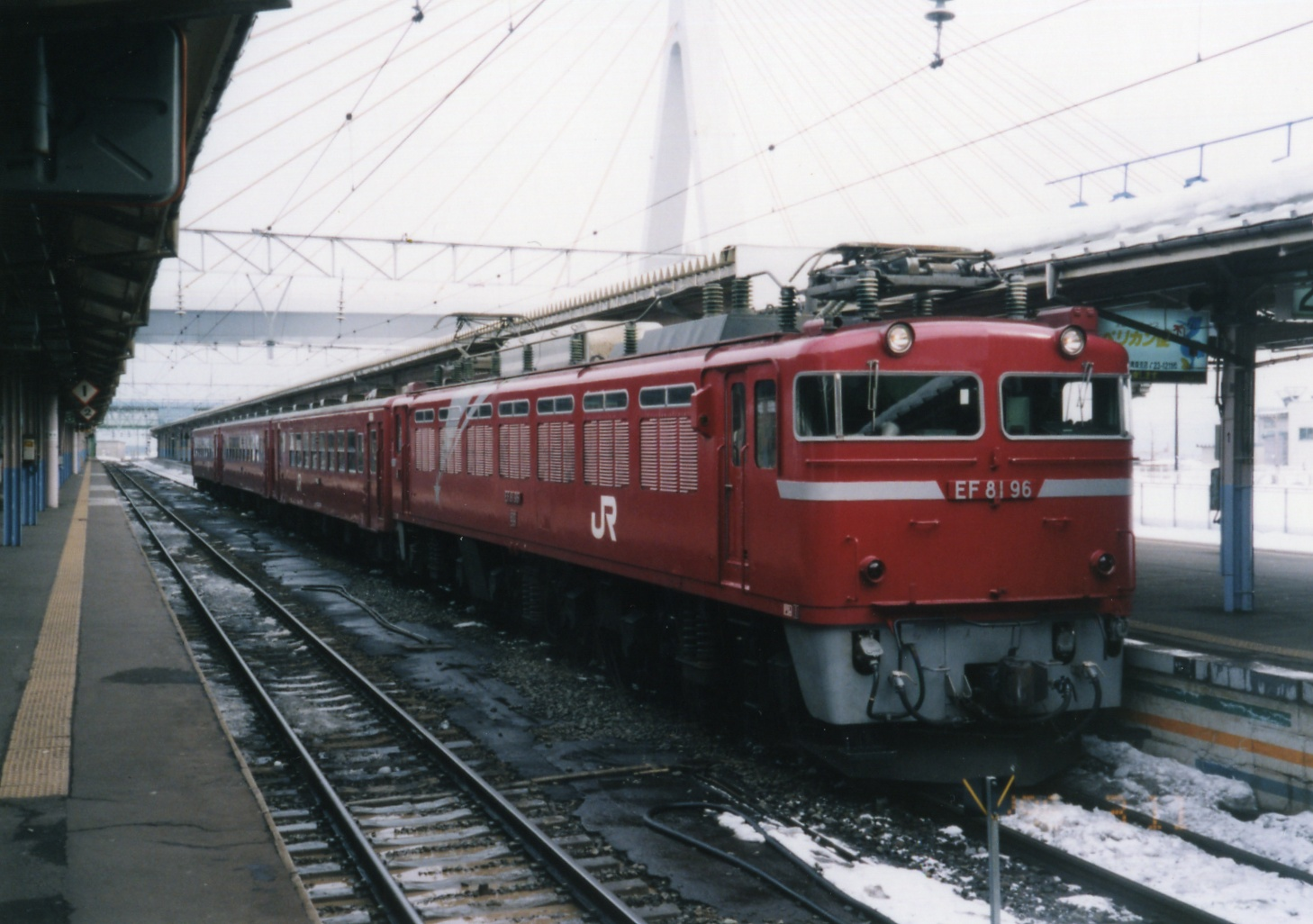
盛岡 - 青森間の普通客車列車を牽引する、田端運転所所属のEF81 96
（1996年3月11日　青森駅）

- 1988年（昭和63年）3月 - 青函トンネル開通とともに寝台特急「北斗星」が運転を開始し、その上野 - 青森間の牽引機として充当された。東北本線（上野口）において、優等旅客列車の牽引に本形式が定期運用された初の事例[注 22] である。「北斗星」の運転開始に伴い「ゆうづる」は客車列車での運用が終了している。また、盛岡 - 青森間では、50系客車や12系客車（2000番台）の普通客車列車を間合い運用で運行した。

- 1993年（平成5年） - 寝台特急「あけぼの」の上野 - 小牛田間の牽引機に充当される。同列車は1997年（平成9年）に上越線・羽越線経由に変更され、上野 - 青森間の牽引に本形式を使用した。
- 1994年（平成6年）12月 - 寝台特急「はくつる」が583系電車から客車化され、全区間（上野 - 青森間）の牽引機として2002年（平成14年）12月の同列車廃止まで充当された。
- 2009年（平成21年）3月14日 - ダイヤ改正により寝台特急「あけぼの」の一部区間（上野 - 長岡間）運用を長岡車両センター配置のEF64形に置き換え、本形式での牽引区間を長岡以北に短縮する。
- 2010年（平成22年）6月24日 - EF81 92が牽引する上り「カシオペア」の上野着をもって同列車の運用が終了。
- 2010年（平成22年）7月15日 - EF81 87が牽引する上り「北斗星」の上野着をもって同列車の運用が終了。
- 2016年（平成28年）6月4日：「カシオペアクルーズ」・「カシオペア紀行」を週末を中心に団体専用列車として運行開始。上野 - 青森間ではEF64（上野 - 長岡間の前補機）・EF81牽引での「カシオペア」が「カシオペアクルーズ」として運転再開・再利用が行われている[35][36][37][38]。
- 2016年6月11日：「カシオペア」の一般販売分だった区間を利用して、「カシオペア紀行」としてEF81牽引での運転再開。初回の上野 - 青森間はEF81 81が牽引した[36][39]。

2025年4月時点で、JR東日本に在籍する車両は以下のとおり。
- 尾久車両センター
  - EF81 80・81・95・139
  - EF81 81はお召し仕様[41]、EF81 95はレインボー色、EF81 139はJR東日本色（赤2号）、EF81 80は北斗星色[8]。
- 新潟車両センター
  - EF81 97・134・140・141

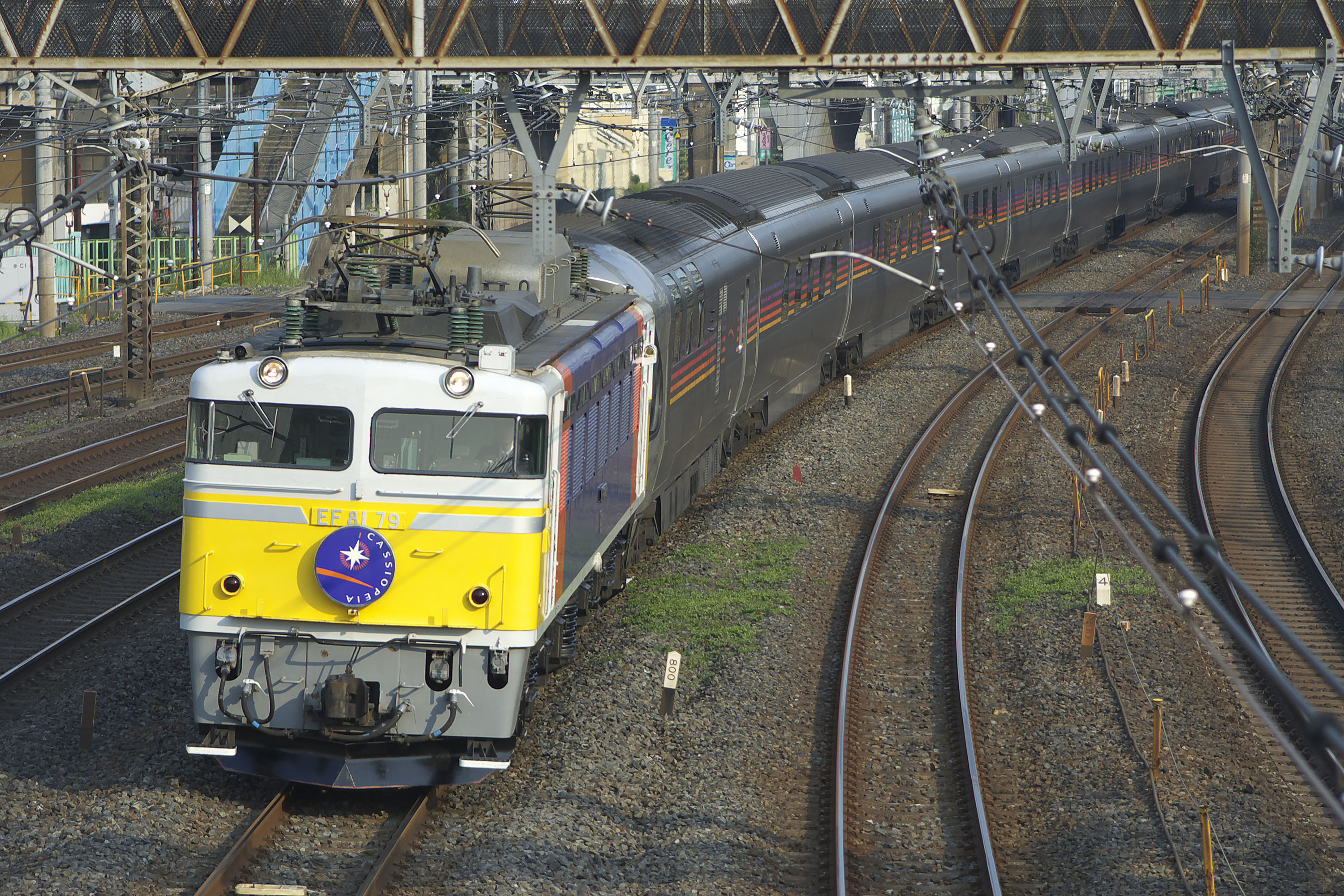
EF81 79 カシオペア色 （2008年4月 日暮里駅 - 鶯谷駅間）
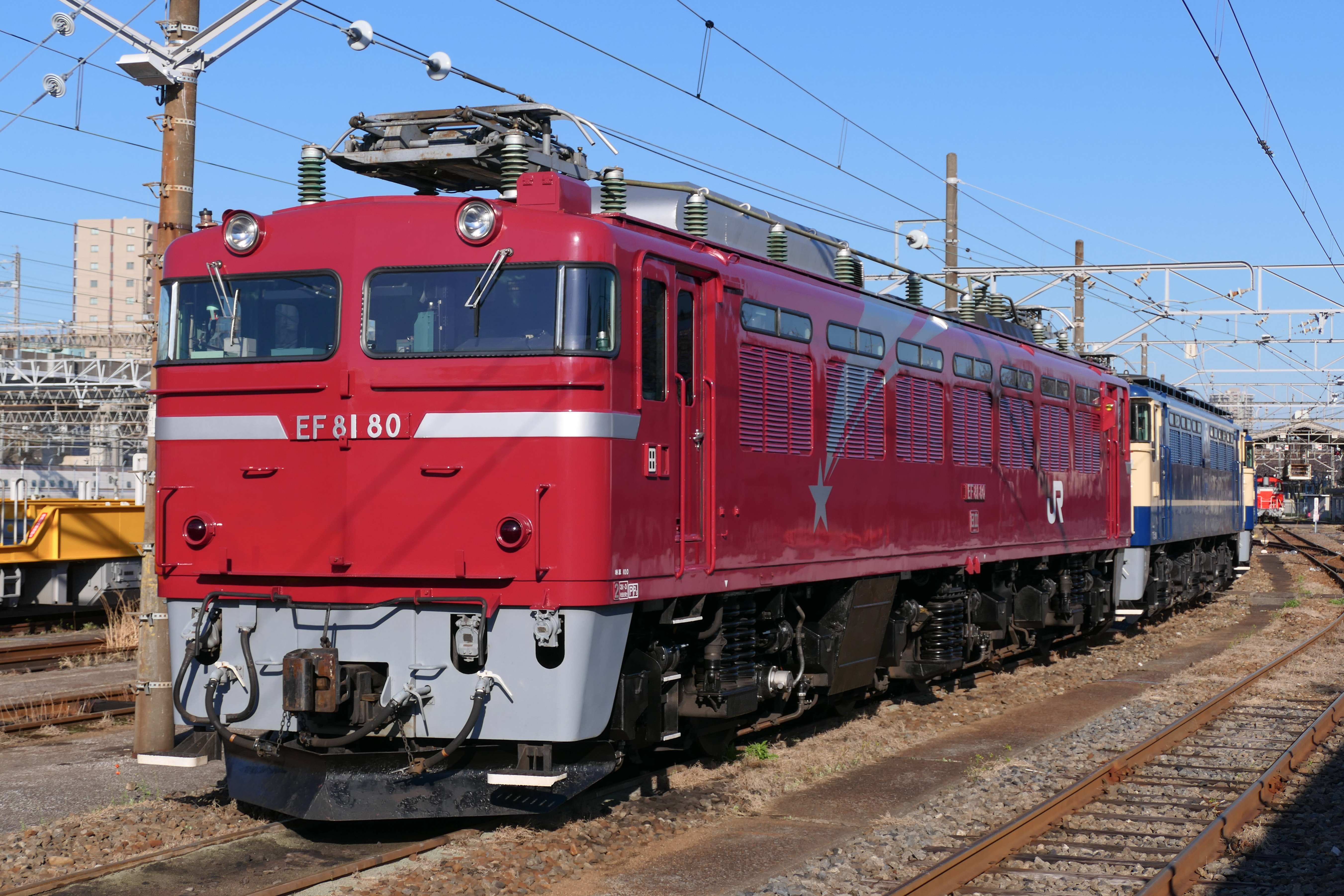
EF81 80 （2021年3月 田端運転所）
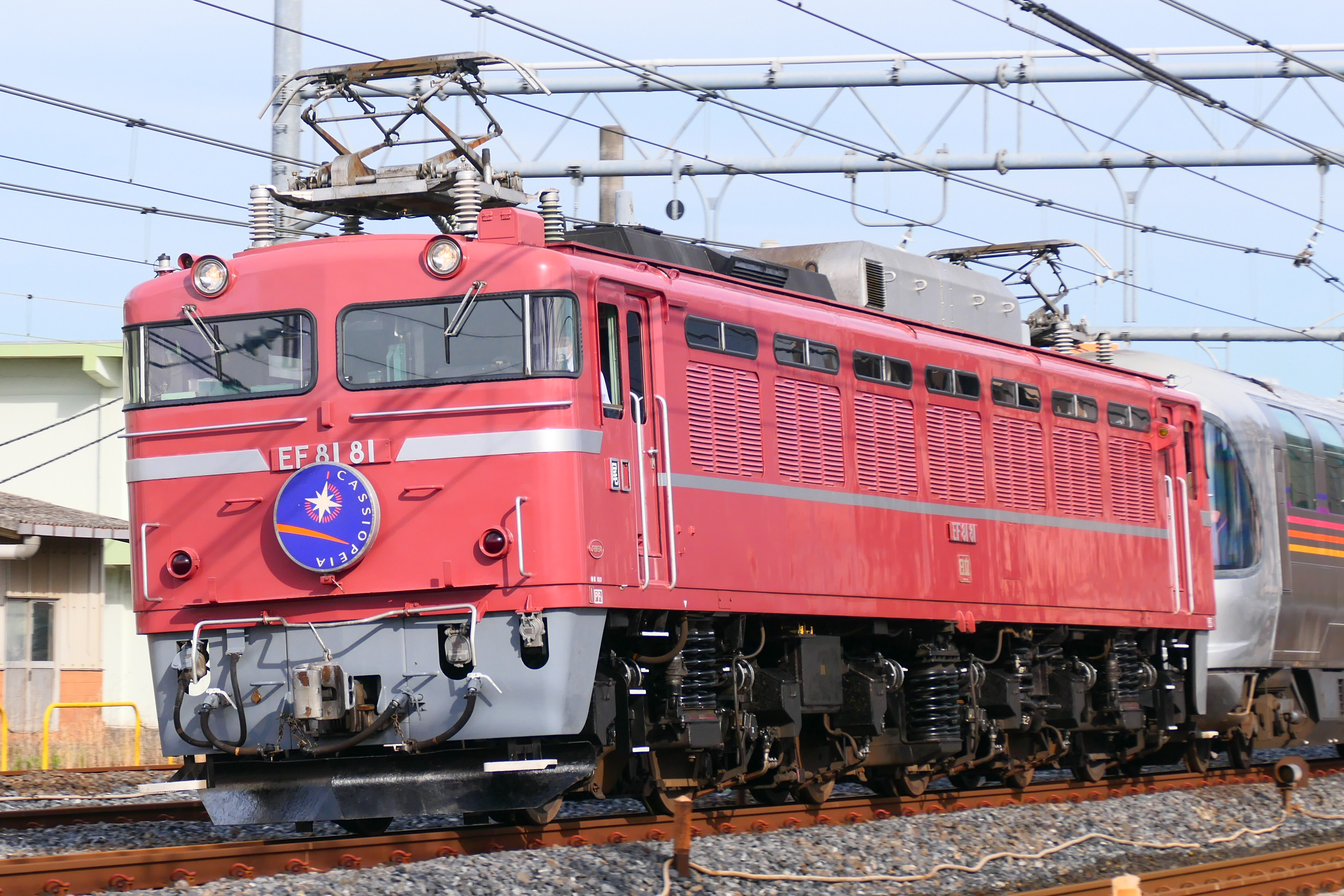
EF81 81 お召し仕様 （2022年5月 蕨駅 - 南浦和駅間）
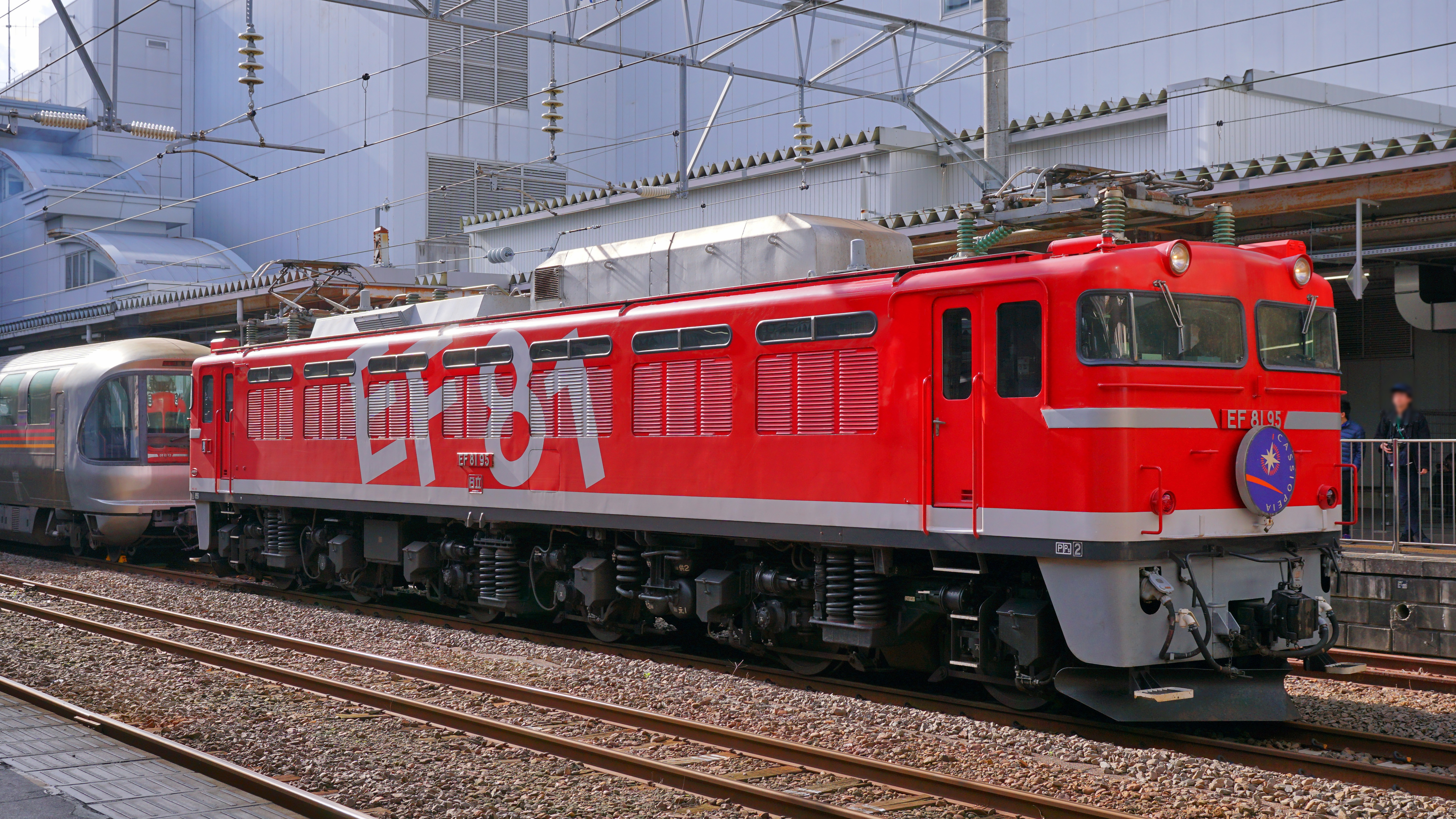
EF81 95 レインボー色（2024年12月1日 秋田駅）
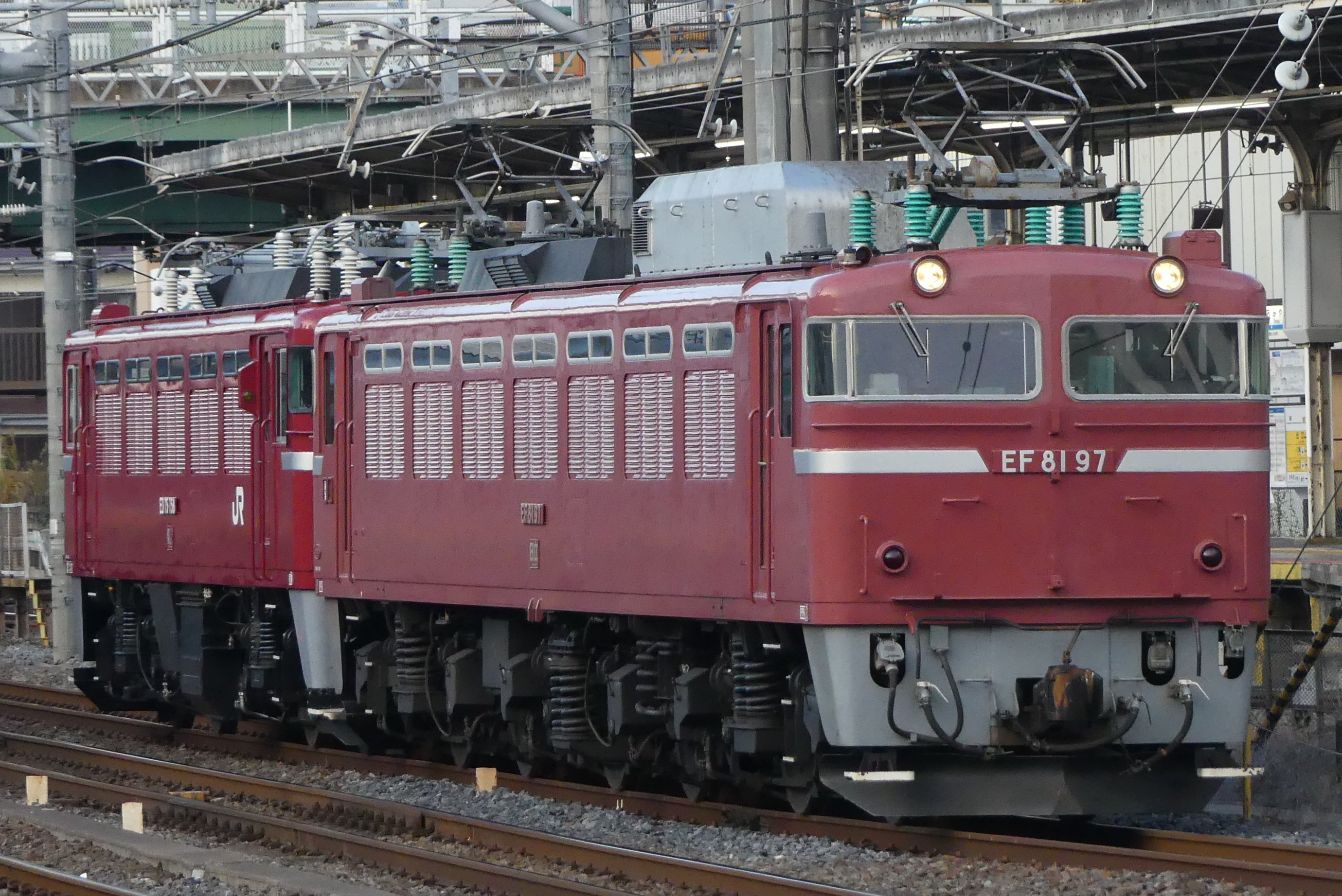
EF81 97 ローズピンク （2023年12月 大宮駅）
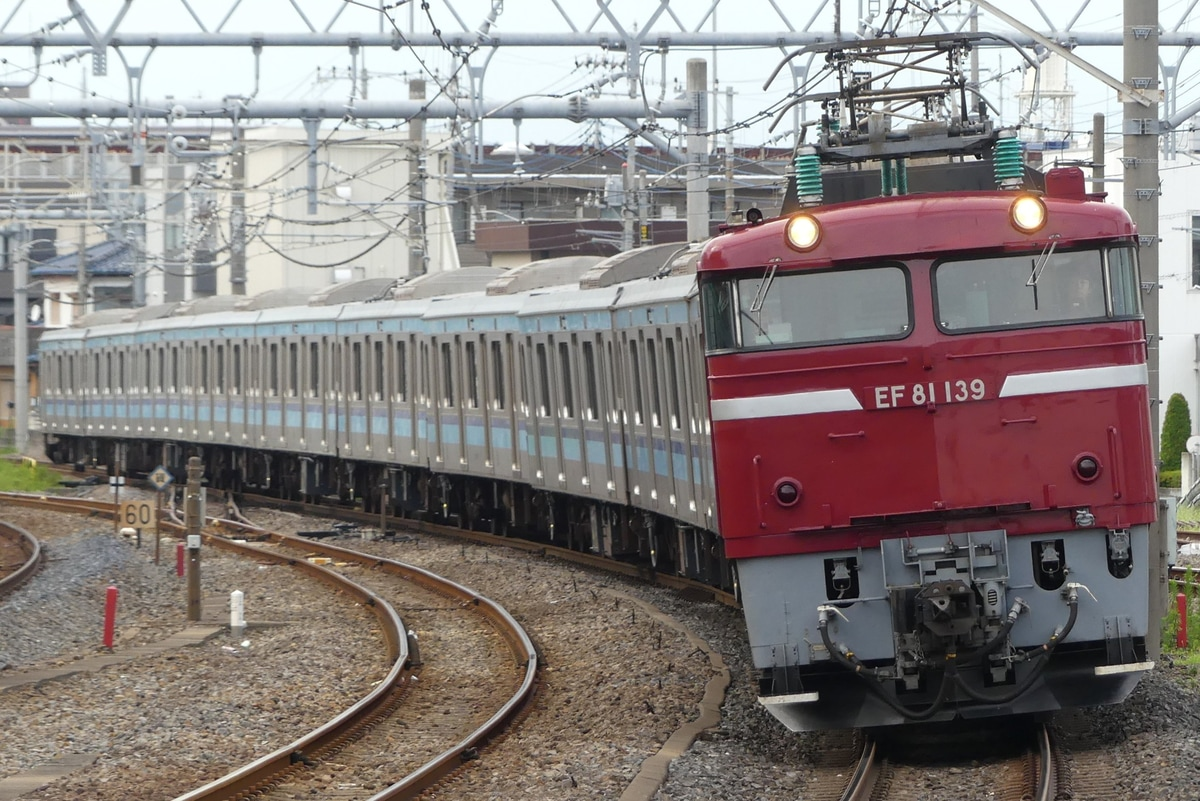
EF81 139 双頭連結器装備機（2024年8月6日 宮原駅）
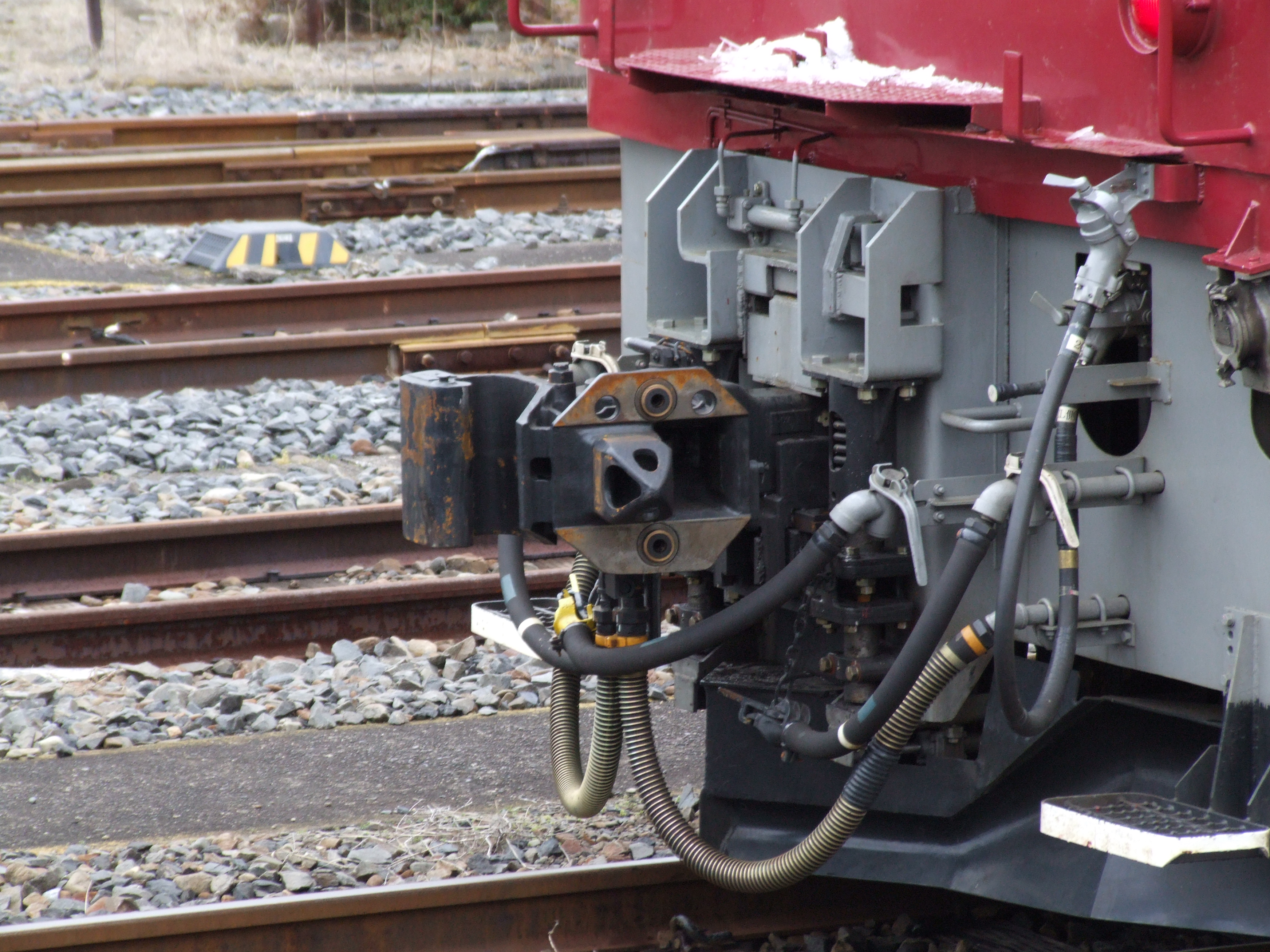
EF81 141の双頭連結器 （2010年2月 尾久駅）

##### JR西日本
1987年の分割民営化に際して、JR西日本へは16両が継承された。車号は、次のとおりである。
- EF81 43 - 48・101 - 108・113・114
敦賀地域鉄道部敦賀運転センター車両管理室に配置され、寝台特急「トワイライトエクスプレス」の牽引機として大阪 - 青森間の日本海縦貫線区間に充当されていたほか、同区間における臨時列車や工臨の牽引などにも充当される[42]。

「トワイライトエクスプレス」牽引に使われた車両は、塗色を客車と同一の緑2号+黄色の配色に変更している。1989年の同列車運転開始時点では4両（EF81 103・104・113・114）に専用機化改造が施工され、運転日数増加に伴い2両（EF81 43・44）を追加し6両体制で運用する。これら専用機は運用の都合により、「日本海」を牽引したこともあった。後年には、連結器を密着自動連結器に交換した上で強化型の緩衝装置を装備するなど、列車運転時の衝撃緩和対策がなされた。このトワイライト機のうちEF81 113には1991年11月ごろの数日間というわずかな期間ではあるが、パンタグラフの摺板から客車に降り掛かる汚れを防ぐために大型の粉塵防止板を設置してテストが行われた。この防止板の取り付けはトワイライトエクスプレスのスロネフ25形と連結される2位側のみとなっていた。
分割民営化直後となる1990年代は、寝台特急「日本海」2往復、「つるぎ」1往復、「トワイライトエクスプレス」の牽引に充当されていたが、1994年（平成6年）12月改正で「つるぎ」臨時化、1996年（平成8年）12月での「つるぎ」完全廃止や2008年（平成20年）3月改正における「日本海」の減便によって、2002年から2010年までにEF81 45 - 48・102・105が廃車となった。その後しばらくは動きは見られなかったが、2012年3月改正で「日本海」の定期運用廃止、2013年1月以降は臨時列車としても運用されなくなった結果、同年7月8日付でEF81 101・104・107が廃車となった。
2019年時点では、敦賀地域鉄道部敦賀運転センターに3両（EF81 44・113・114）が配置されていたが、2023年3月までに全車両が解体され、JR西日本におけるEF81形の配置が消滅した。
なお同区に在籍したEF81 43は、福井県敦賀市へ「トワイライトエクスプレス」の部品（外観エンブレム・車体番号の印字部分・寝台車のルームナンバープレート・卓上スタンドライト・食堂車テーブル・椅子・サロンカーソファ・テーブル・運転席マスコンハンドル・ブレーキ弁・標識灯等の計125点）を譲渡すると2018年2月に報じられた。敦賀市の資料によると、うちEF81の部品は14種類・19個が譲渡された。

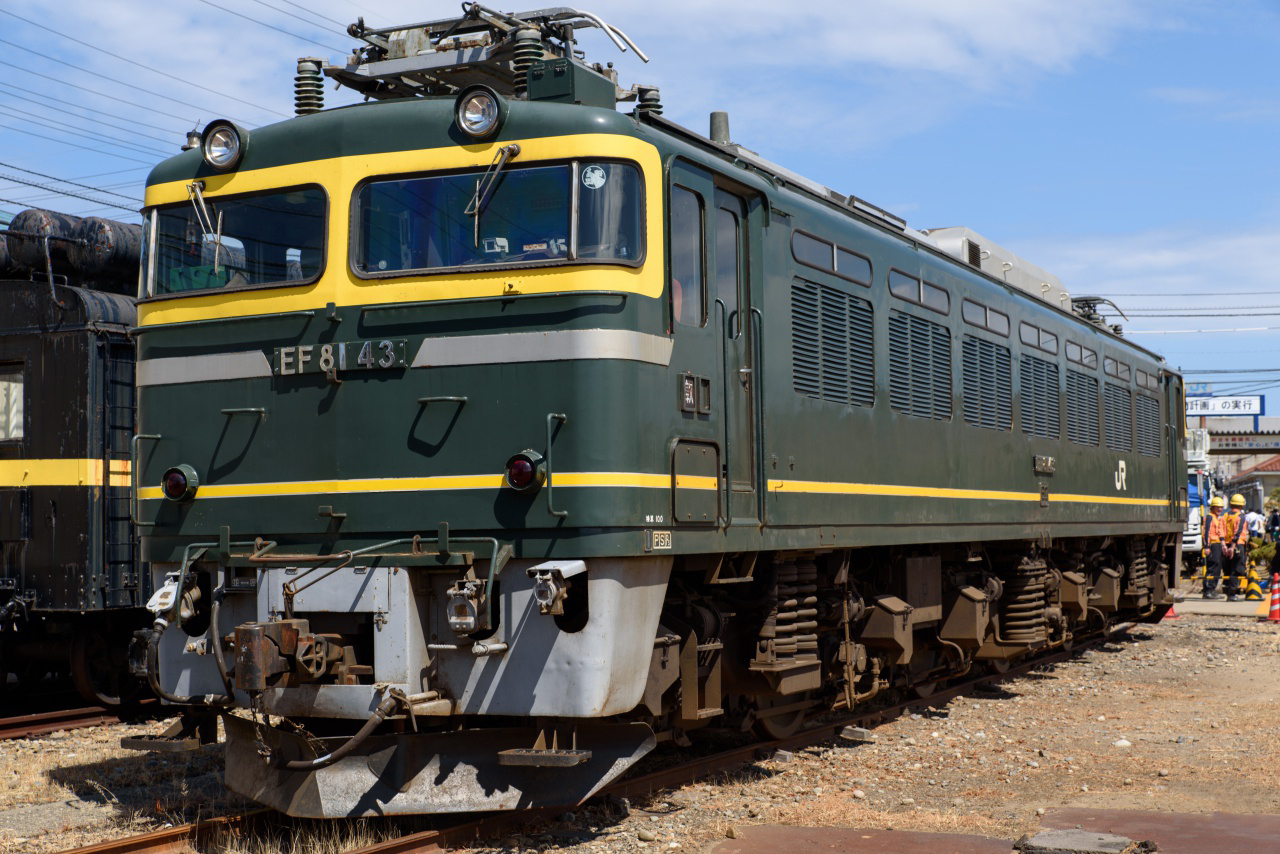
「トワイライトエクスプレス」牽引機のEF81 43 （2016年8月 金沢総合車両所）
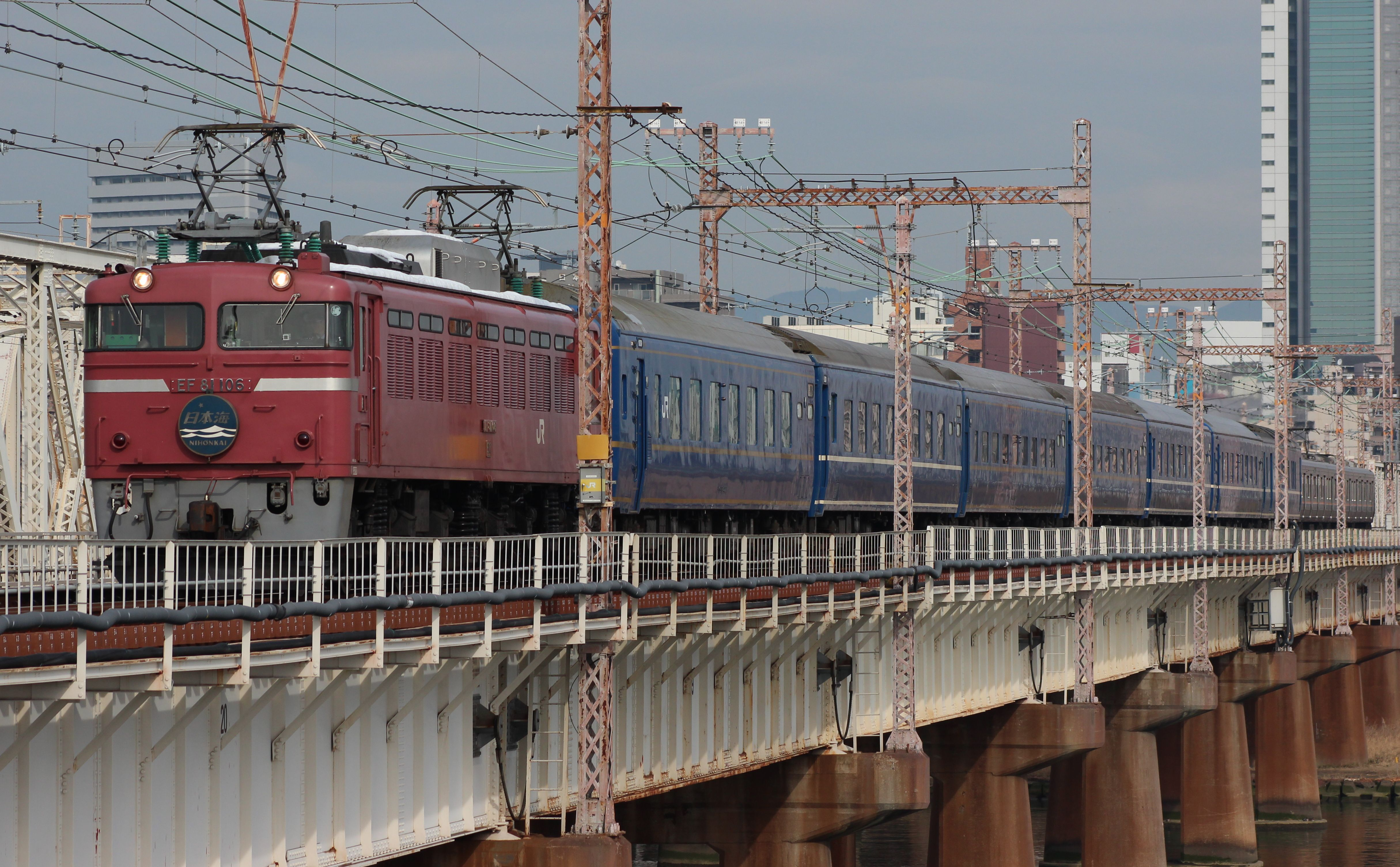
「日本海」を牽引するEF81 106 （2013年1月 大阪駅 - 新大阪駅間）

##### JR九州

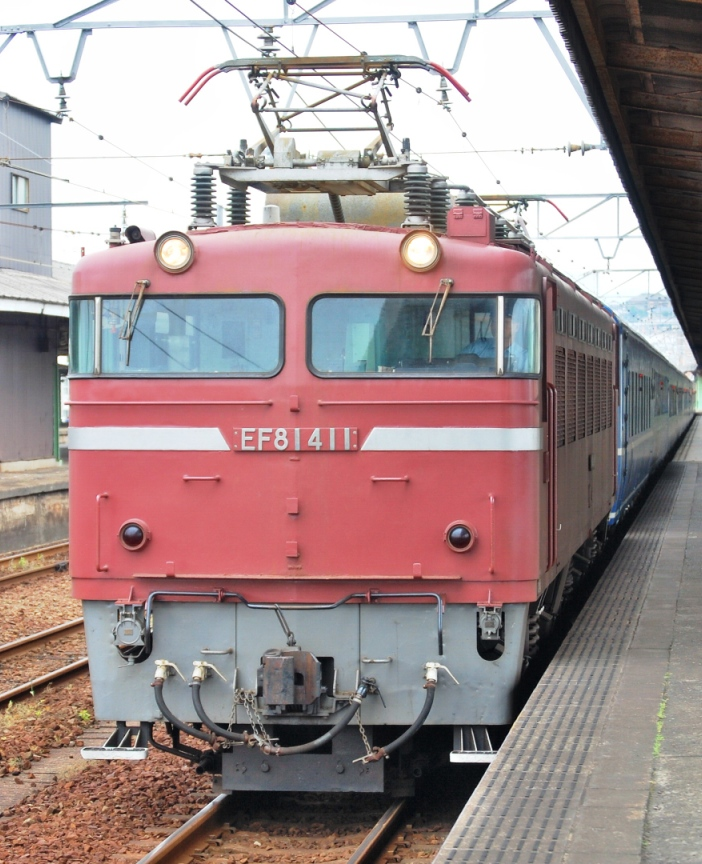
関門トンネル区間で寝台列車を牽引するEF81 411

1987年の分割民営化に際しては重連仕業対応の400番台のみ6両が継承された。車号は、次のとおりである。
- EF81 409 - 414

大分鉄道事業部大分車両センターに配置され、関門トンネルを通過する寝台特急「富士」の下関 - 大分間、及びJR貨物から受託した関門間の貨物列車に使用されていた。JR九州担当の貨物列車のけん引は、上りの門司（操）- 幡生（操）間の1本のみで、幡生から下関に回送後、重連の機関車を切り離して、下りの「なは」「彗星」のけん引を行っていた。そのため、この貨物列車では重連総括制御を使わず、2両とも運転士が乗務して運転操作を行っていた。
1990年には「あさかぜ」1・4号が門司駅での機関車交換を省略し、下関 - 博多間をEF81が通しで牽引するようになった。
1994年12月に「あさかぜ」1・4号が廃止され、博多までの定期運用が消滅。大分への出入りは従来の「富士」から、下りは「彗星」に変更された。
1996年3月のダイヤ改正から下りの「さくら」「なは」の牽引が、JR貨物へ委託された。またJR貨物から重連運用で受託していた貨物列車の牽引は、一方がJR貨物の担当になり、JR貨物とJR九州の車両による重連となった。
2005年（平成17年）の寝台特急「彗星」廃止後は、配置区のある大分駅までの定期運用がなくなったためJR貨物門司機関区常駐となり、当時在籍していたEF81 410・411の2両は日常の検修作業を含めJR九州からの受託運用に充当されていた。
2009年の「はやぶさ」および「富士」廃止により定期運用を失い、2010年12月までに全車が廃車となった。

##### JR貨物
| JR貨物の400番台更新工事施工機で、側面中央に白線を表示する。   |  | EF81 19（JR貨物所属）更新工事施工機で、側面全周に白線を表示する。   |
| JR貨物の400番台 更新工事施工機で、 側面中央に白線を表示する。 |  | EF81 19（JR貨物所属） 更新工事施工機で、 側面全周に白線を表示する。 |

1987年の分割民営化に際しては、56両が継承された。車号は、次のとおりである。
- 富山機関区：EF81 1 - 10・19 - 39・115 - 126・129
- 門司機関区：EF81 301 - 304・401 - 408

1989年以降、500番台・450番台を新規に製作している。これは民営化直後の貨物列車増発に対応するにあたり、交直流機関車が不足したためで、当時は旅客鉄道会社でも客車列車の本数が多かったことから、長距離列車に使用する本形式には車両の余裕がなかった（一方で交流機関車は民営化によって150両あまりの大量廃車が発生した）ためである。
落成から20年前後が経過し、延命を図るために1994年からは基本番台・400番台の大半に対して更新工事が施工されている。詳細は後述の更新工事の項を参照。
2003年（平成15年）から、日本海縦貫線貨物列車の委託を解消するため、JR東日本から余剰車を購入し、富山機関区と東新潟機関区に配置した。後継機の開発も行われ、日本海縦貫線では2002年からEF510形の使用が、関門トンネル区間では1,300 t列車を運用するため2007年からEH500形の使用が開始されている。これら新形式の投入により経年の高い初期車を中心に本形式の淘汰が進み、検査期限に余裕のある本形式は富山区から門司区へ転属が行われて九州内で運用されるED76形の置き換えが行われている。
2009年時点で、本州内の配置は富山1か所に集約され、青森信号場 - 大阪貨物ターミナル間の日本海縦貫線で貨物列車に使用されている。門司配置車は関門トンネルを含む山陽本線幡生 - 鹿児島本線福岡貨物ターミナル間で貨物列車に重連で使用される。同区間では寝台特急の牽引にも充当されてきたが、列車の廃止により2009年3月で旅客列車の運用は終了した。2010年（平成22年）からは鳥栖以南（八代まで）ならびに長崎本線（鍋島まで）での貨物列車の運用も始まっている。外部塗色は基本番台・400番台 は赤13号であるが、JR東日本から購入した車両は購入時の赤2号のまま使用 されている。門司に配置される300番台は301・302 が赤13号、303・304はステンレス地肌の無塗装である。
九州南部には線路等級の問題から長年入線できなかったが、2010年12月より鹿児島本線鹿児島貨物ターミナル駅まで、2013年（平成25年）3月より日豊本線南延岡駅まで乗り入れるようになった。これによって、九州内のすべての貨物列車を牽引できるようになった。また門司機関区所属車は、九州内で進んでいるATS-DKの設置に対応するため、2014年度から独自開発したATS-DFの設置が進んでいる。
2021年（令和3年）3月31日発表の2021年度事業計画で「故障による輸送障害を未然に防止するため老朽車両の取替を計画的に進め、九州地区については取替後にEF510形式機関車を導入する」との記載の報道がされた。
2021年10月に502号機、同年12月に717号機、2022年1月に503号機、同年5月に716号機がそれぞれ運用を離脱した。以上4機は2023年6月に門司機関区にて解体された。
2024年3月16日のダイヤ改正をもって453号機が除籍された。
2025年3月15日のダイヤ改正をもって定期運用を終了することが、NHKによるJR貨物への取材で明らかとなった。
これによりEF81形式による定期運用が全て終了となった。
なお、5号機は広島車両所においてEF67形の更新用の試験塗装が行われており、左右で異なるカラーリングのまま一般公開で展示されたことがある。

## 改造・仕様変更

### 更新工事
本形式の初期車は車齢35年を経過し、JR貨物所有の本形式に対して継続使用のための更新工事が順次行われている。施工は金沢総合車両所、鷹取工場、小倉車両所である。
内部機器の再整備・交換を行うほか、主電動機を車軸に装架する軸受をコロ軸受に取替えた車両もある。これら更新工事を実施した車両は、車体下部全周または側面中央に白線を表示する。300番台では全機に更新工事が施工され、白帯表示 (EF81 301) ・エンド表記周囲の白枠塗装（EF81 302・303）・正面の青帯 (EF81 304) が表示された。304の青帯は後年に撤去されている。
更新工事の施工車は次のとおりである。
EF81 1・2・8・10・19 - 23・25 - 28・32 - 36・38・39・115 - 126・129・135・301 - 304・401 - 408

### 保安装置の有無による改番

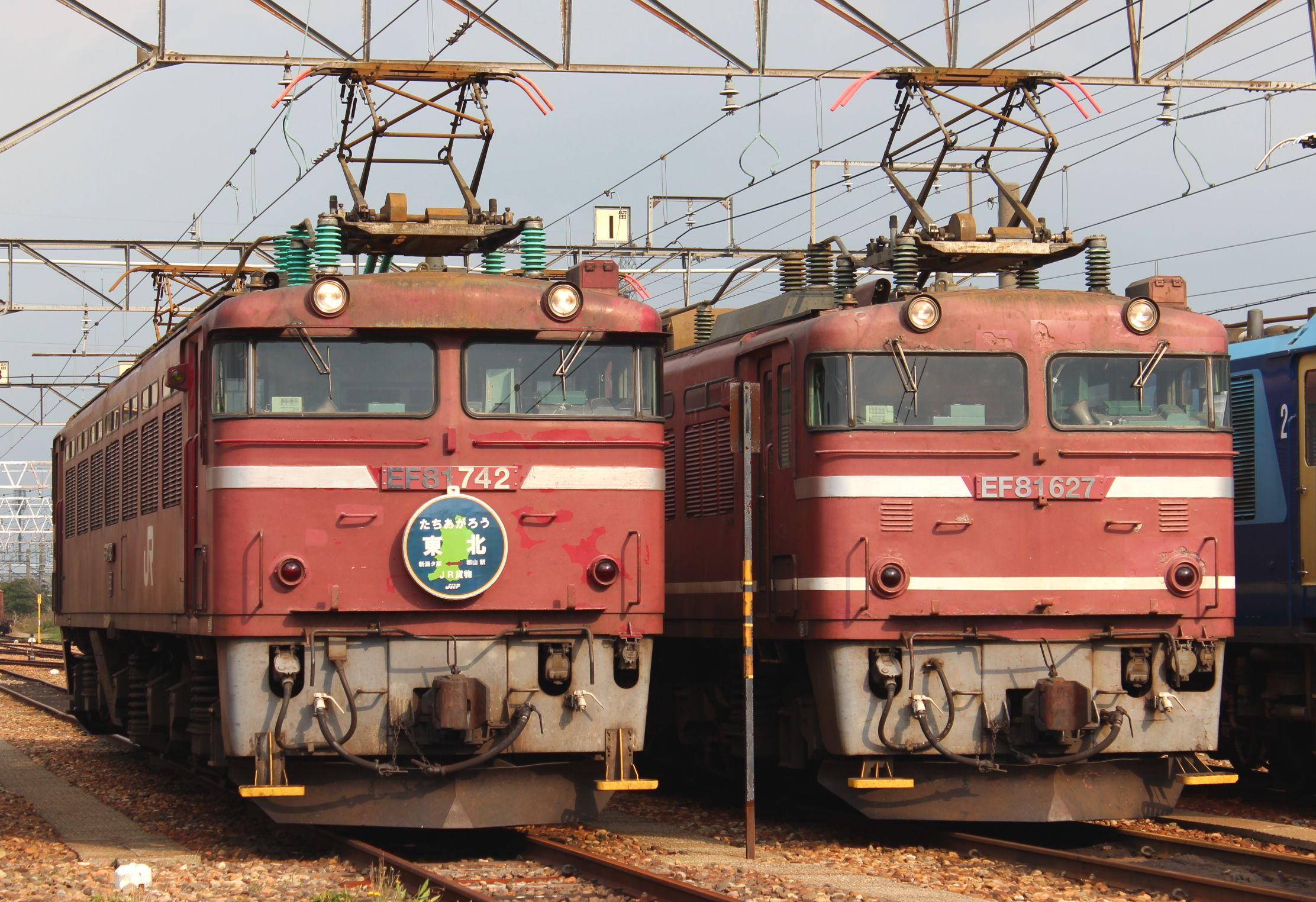
改番後のEF81 742・627

国土交通省鉄道に関する技術上の基準を定める省令によって、最高速度が100 km/hを超える運転を行う際に、新たな保安装置（運転状況記録装置）の搭載が義務付けられた。これの有無による、JR旅客会社とJR貨物が所有する本形式の最高速度の相違を区別するために、2012年5月からJR貨物所有の本形式0番台に対して車両番号が元番号に600を加算する措置が取られている。なお、300番台・400番台・450番台・500番台車は、旅客鉄道会社に所属する車両がない（JR九州所属の400番台は2010年度に消滅した）ため、改番の対象となっていない。
種車のナンバープレートは、車体に直接文字を貼り付けたもの、切り抜き文字を貼り付けたプレートによるもの、エッチングプレート式のものが存在するが、改番後は500番台・450番台と同様の書式の切り抜き文字を貼り付けたプレートを取り付ける形で行われた。
改番工事の施工車は、2012年6月現在、次のとおりである。
EF81 27・28・33・115 - 119・121・123・125・126・129・135・142・146・148
→ EF81 627・628・633・715 - 719・721・723・725・726・729・735・742・746・748

## 譲渡
JR東日本からJR貨物へ次の8両が譲渡されている。
- 2003年（平成15年）度 - EF81 135（1両）
- 2004年（平成16年）度 - EF81 76・77・109・112・142・146・148（7両）

## 廃車
2018年（平成30年）度までの廃車車両は以下のとおり。JR東日本でも後期型の廃車も見られ、JR貨物では初期型中心に廃車が進んでいる。JR貨物の車両形式の冒頭にあるとおり、日本貨物鉄道（JR貨物）については出典における検証可能性の都合上から2016年度（2018年11月現在）までの表記となっている。
- 1992年（平成4年）度 - 1両
  - JR東日本 - EF81 70（1両）
- 1993年（平成5年）度 - 1両
  - JR東日本 - EF81 63（1両）

JR貨物中央研修センターで運転シミュレータとして使用されている。塗装は500番台と同じJR貨物標準色。
- 1995年（平成7年）度 - 2両
  - JR九州 - EF81 412・414（2両）
- 1996年（平成8年）度 - 3両
  - JR東日本 - EF81 64・65・71（3両）
- 1998年（平成10年）度 - 1両
  - JR東日本 - EF81 62（1両）
- 1999年（平成11年）度 - 2両
  - JR東日本 - EF81 72・74（2両）
- 2000年（平成12年）度 - 6両
  - JR東日本 - EF81 11・12・67 - 69・73（6両）
- 2001年（平成13年）度 - 4両
  - JR東日本 - EF81 13・14・15（3両）
  - JR西日本 - EF81 105（1両）
- 2002年（平成14年）度 - 3両
  - JR東日本 - EF81 66・110（2両）
  - JR西日本 - EF81 47（1両）
- 2003年（平成15年）度 - 3両
  - JR貨物 - EF81 1・6（2両）
  - JR東日本 - EF81 111（1両）
- 2004年（平成16年）度 - 1両
  - JR東日本 - EF81 16（1両）
- 2006年（平成18年）度 - 11両
  - JR東日本 - EF81 61（1両）
  - JR九州 - EF81 409・413（2両）
  - JR貨物 - EF81 3 - 5・7 - 9・30・34（8両）
- 2007年（平成19年）度 - 8両
  - JR東日本 - EF81 17・18・55（3両）
  - JR貨物 - EF81 20・21・24・32・77（5両）
- 2008年（平成20年）度 - 18両
  - JR東日本 - EF81 56・59・60・90・100・143・144・145・152（9両）
  - JR西日本 - EF81 46（1両）
  - JR貨物 - EF81 23・29・31・35・36・38・109・112（8両）
- 2009年（平成21年）度 - 4両
  - JR東日本 - EF81 83・89（2両）
  - JR西日本 - EF81 102（1両）
  - JR貨物 - EF81 76 (1両)
- 2010年（平成22年）度 - 12両
  - JR東日本 - EF81 57・78・84・91・94・127・149（7両）
  - JR西日本 - EF81 45・48（2両）
  - JR九州 - EF81 410・411（2両）
  - JR貨物 - EF81 407 (1両)
- 2011年（平成23年）度 - 13両
  - JR東日本 - EF81 58・79・82・85・86 - 88・92・93・96・99・147・150（13両）
- 2012年（平成24年）度 - 7両
  - JR貨物 - EF81 10・19・22・25・26・401・405 (7両)
- 2013年（平成25年）度 - 4両
  - JR西日本 - EF81 101・104・107（3両）
  - JR貨物 - EF81 402 (1両)
- 2014年（平成26年）度 - 2両
  - JR貨物 - EF81 304・633（2両）
- 2015年（平成27年）度 - 5両
  - JR東日本 - EF81 138（1両）

北斗星色でザ・ヒロサワ・シティにおける展示保存
  - JR西日本 - EF81 103（1両）

トワイライトエクスプレス色で京都鉄道博物館における展示保存[68]。
  - JR貨物 - EF81 301・302・746 (3両)
- 2016年（平成28年）度 - 5両
  - JR東日本 - EF81 137（1両）
  - JR西日本 - EF81 43・106・108（3両）

EF81 43は福井県敦賀市での部品譲渡・展示予定[51]。
EF81 137は 盛岡車両センター青森派出所車籍での廃車[注 28]。
  - JR貨物 - EF81 408(1両)
- 2018年（平成30年）度 - 1両
  - JR東日本 - EF81 151（1両）
- 2019年  (平成31年・令和元年)  度 - 7両
  - JR貨物 - EF81 627・628 ・715・718・719・742・748（7両）
- 2020年（令和2年）度 - 4両　
  - JR貨物 ‐ EF81 725・726・729・735（4両）
- 2021年（令和3年）度 - 2両　
  - JR東日本 ‐ EF81 133（1両）
  - JR貨物 ‐ EF81 721（1両）
- 2022年（令和4年）度 - 7両　
  - JR西日本 ‐ EF81 44・113・114（3両）
  - JR貨物 - EF81 502・503・716・717（4両）
- 2023年（令和5年）度 - 1両　
  - JR貨物 ‐ EF81 453
- 2024年（令和6年）度 - 2両　
  - JR東日本 ‐ EF81 98・136（2両）

EF81 98は制輪子の破損による廃車。

## 保存機
| 画像 | 番号     | 所在地 | 備考                                                                 |
| ---- | -------- | --- | -------------------------------------------------------------------- |
|      | EF81 138 | 茨城県筑西市 ザ・ヒロサワ・シティ レールパーク                                                                | 機器室内部はすべて撤去されており、ヘッドマーク等の展示室になっている |
|      | EF81 10  | 埼玉県さいたま市緑区美園 ほしあい眼科（1エンド部分） 茨城県 ひたちなか市 日立製作所 水戸事業所（2エンド部分） | 写真はほしあい眼科に保存されている1エンド部分                        |
|      |          | |                                                                      |
|      | EF81 63  | 東京都品川区八潮三丁目 日本貨物鉄道中央研修センター                                                           | ※非公開                                                              |
|      | EF81 1   | 富山県富山市新冨居 富山機関区                                                                                 |                                                                      |
|      | EF81 103 | 京都府京都市下京区観喜寺町 京都鉄道博物館内「トワイライトプラザ」                                             |                                                                      |
|      |          | |                                                                      |